# Mercury Cougar
Mercury Cougar — марка автомобилей, выпускавшихся подразделением Mercury компании Ford с 1967 по 1997 и с 1999 по 2002 год. С 1967 по 1973 год автомобили выпускались в Дирборне, с 1968 по 1969 год автомобили выпускались в Милпитасе, с 1974 по 1997 год — в Лорейне, а с 1999 по 2002 год — в Флэт-Рок.

## Первое поколение (1967—1970)
Первое поколение Mercury Cougar было представлено 30 сентября 1966 года. Изначально автомобиль выпускался в кузове хардтоп, а позже автомобиль стал выпускаться в купеобразном кузове. В 1967 году Mercury Cougar получил премию «Автомобиль года» в области Motor Trend. В основе конструкции лежит архитектура Ford Falcon.

### Продажи
| Год  | Продано |
| ---- | ------- |
| 1967 | 150,893 |
| 1968 | 113,720 |
| 1969 | 100,069 |
| 1970 | 72,343  |

### Галерея

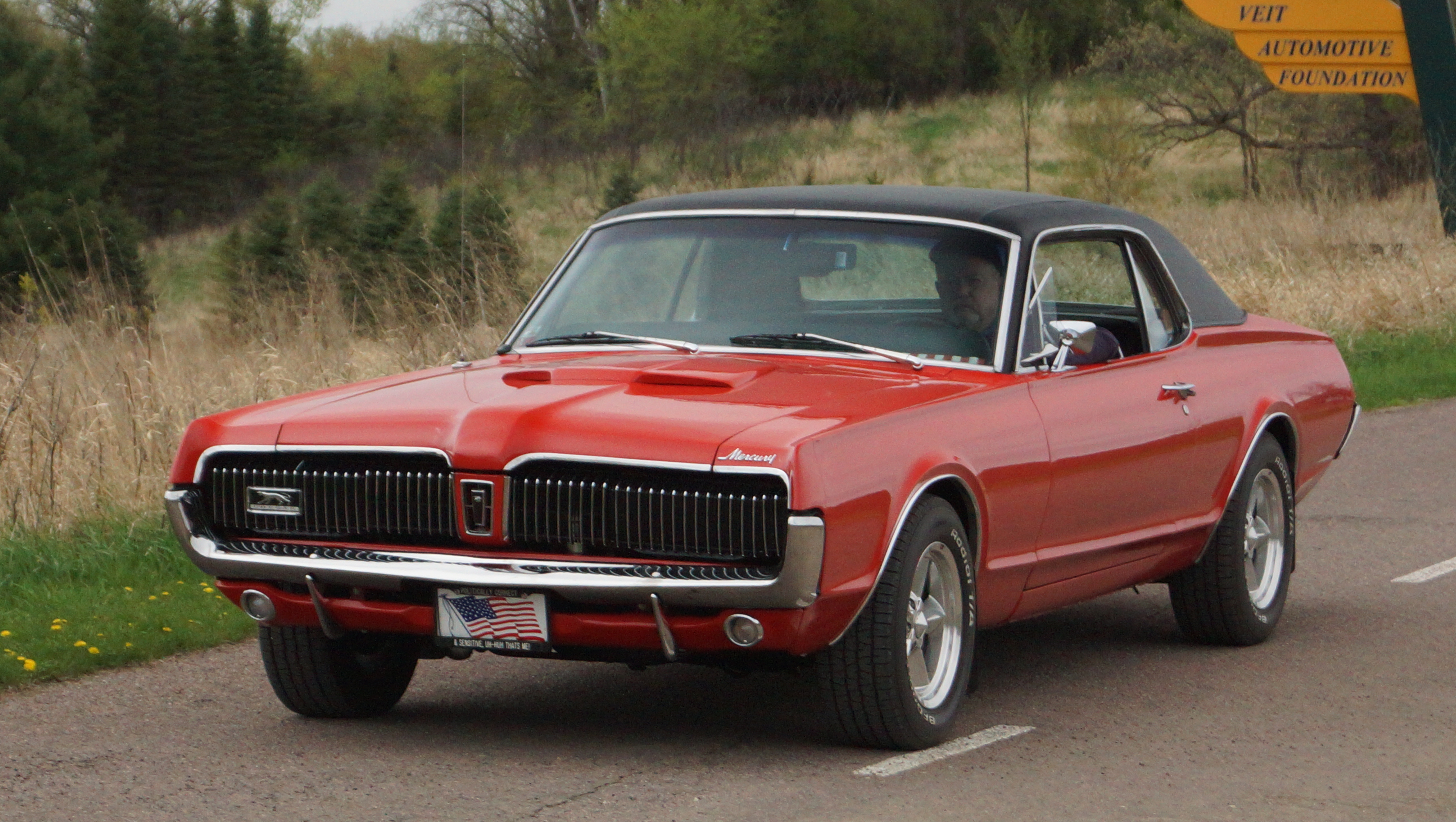
1967 Mercury Cougar
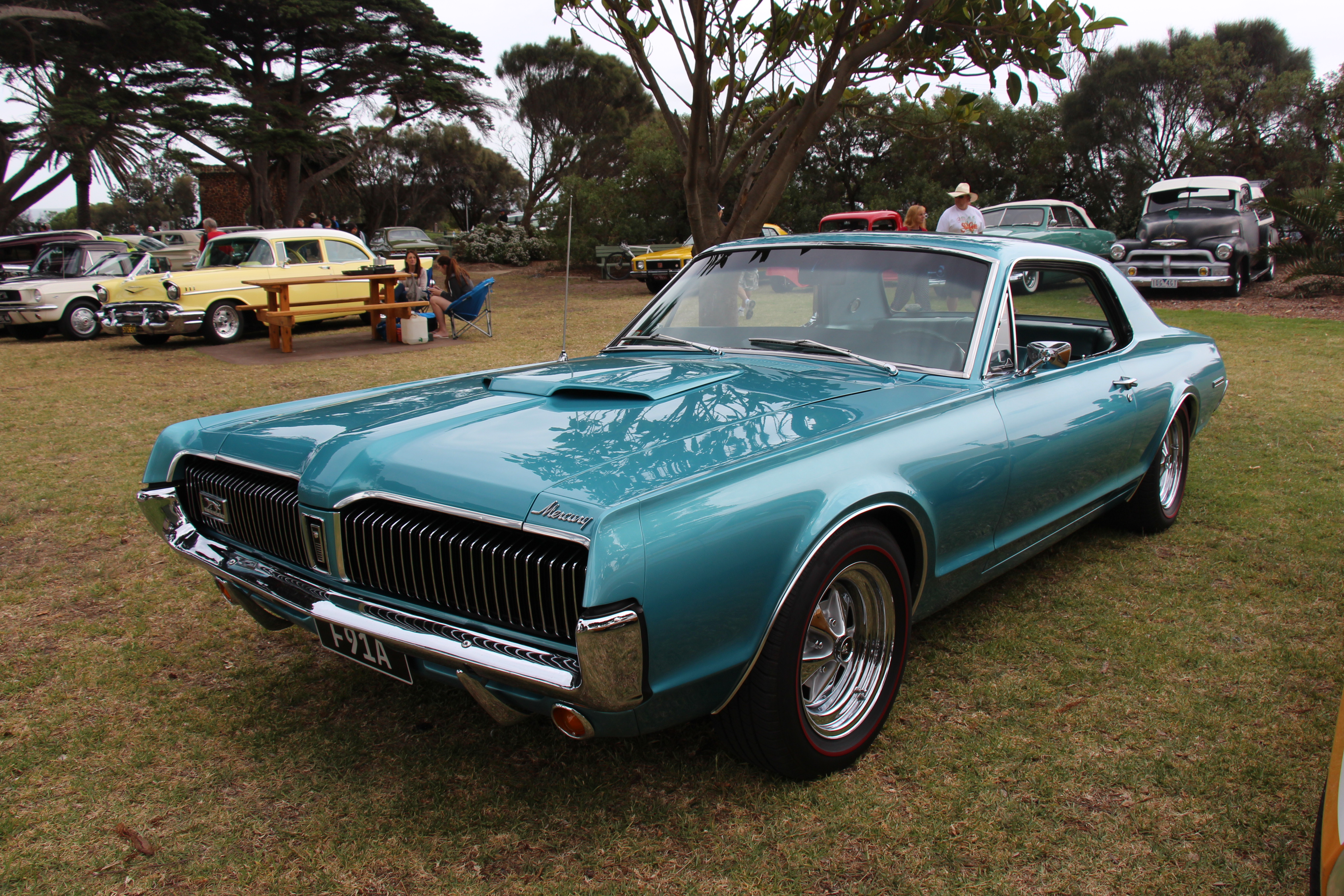
1967 Mercury Cougar GT
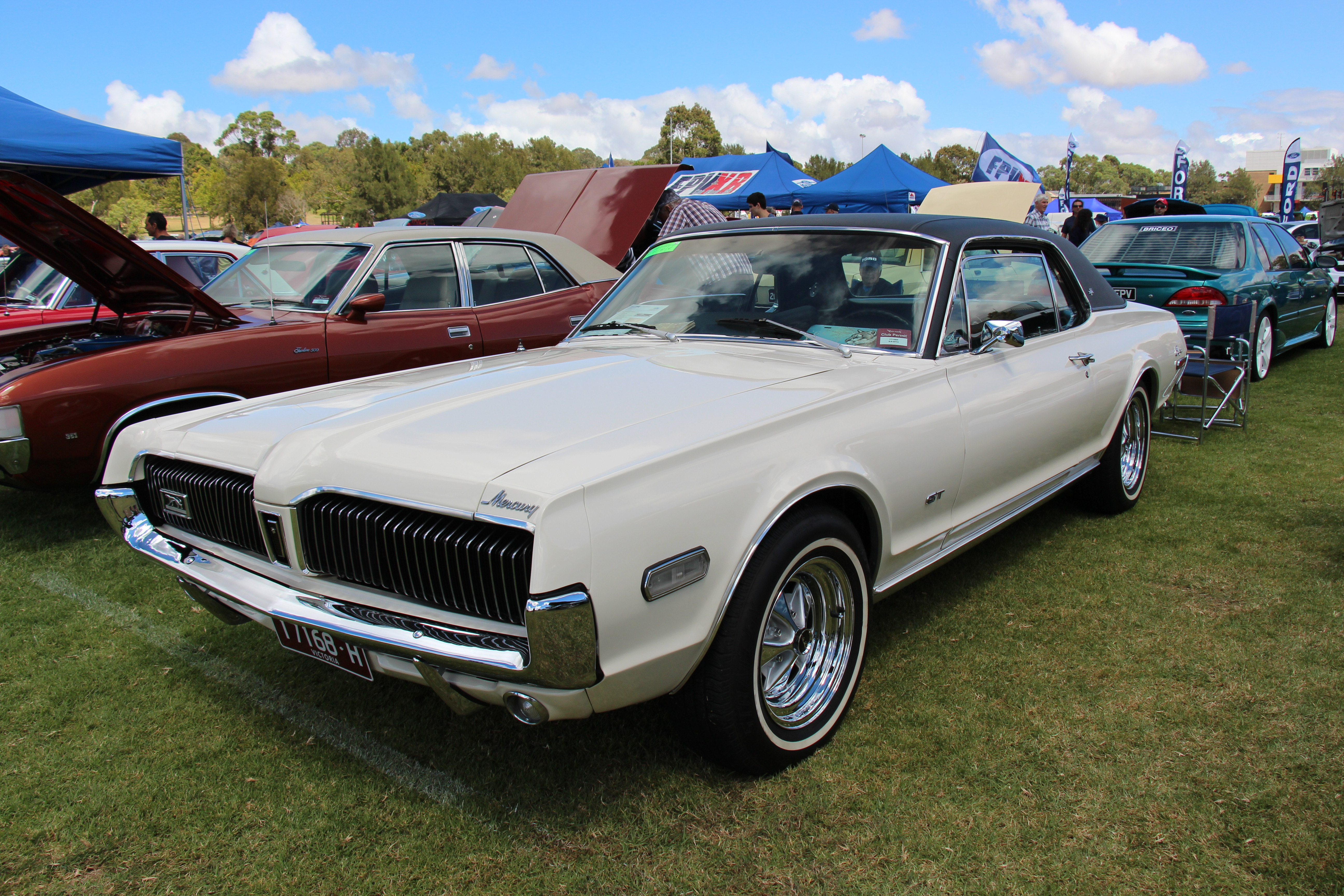
1968 Mercury Cougar XR-7 GT
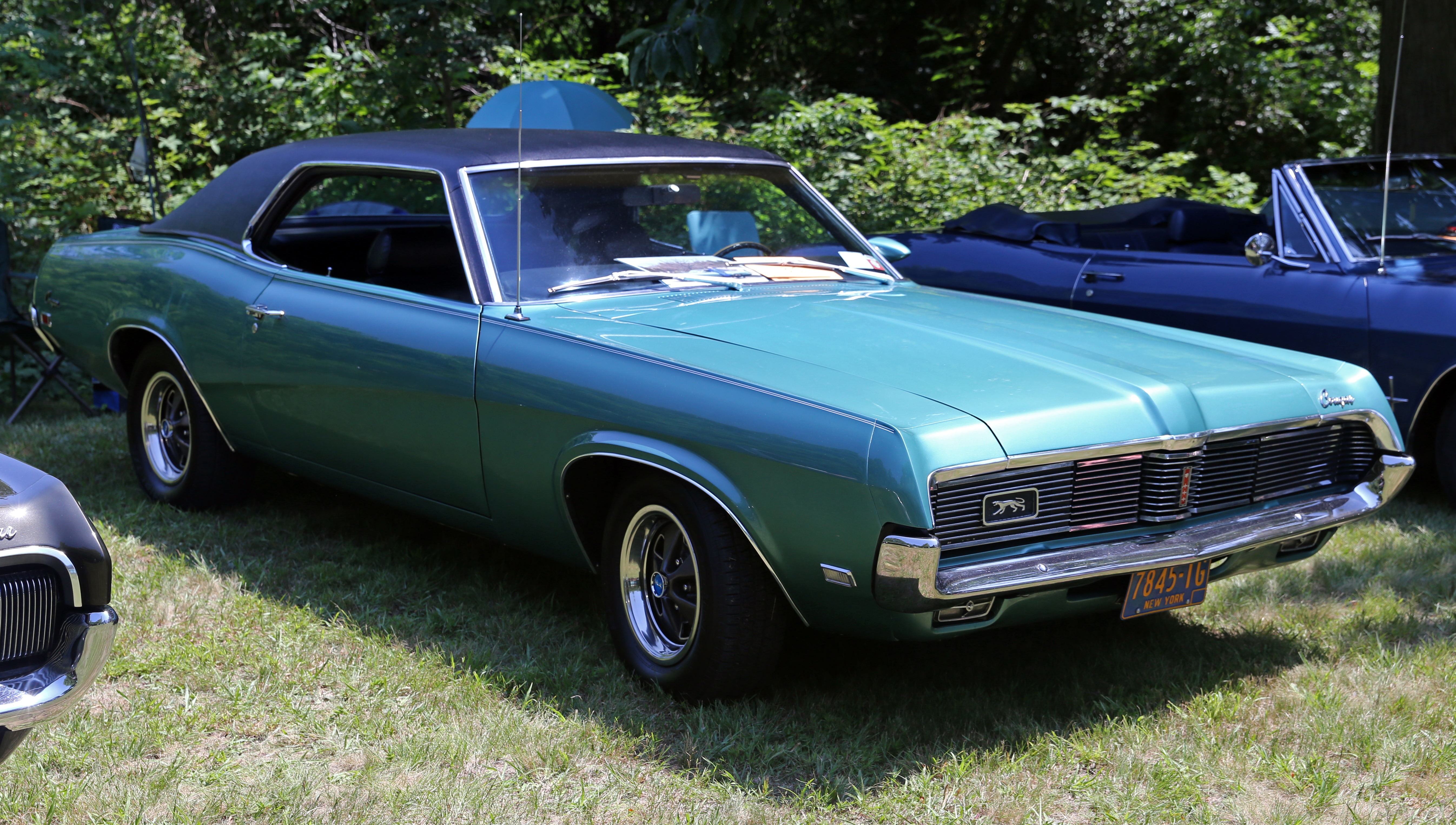
1969 Mercury Cougar
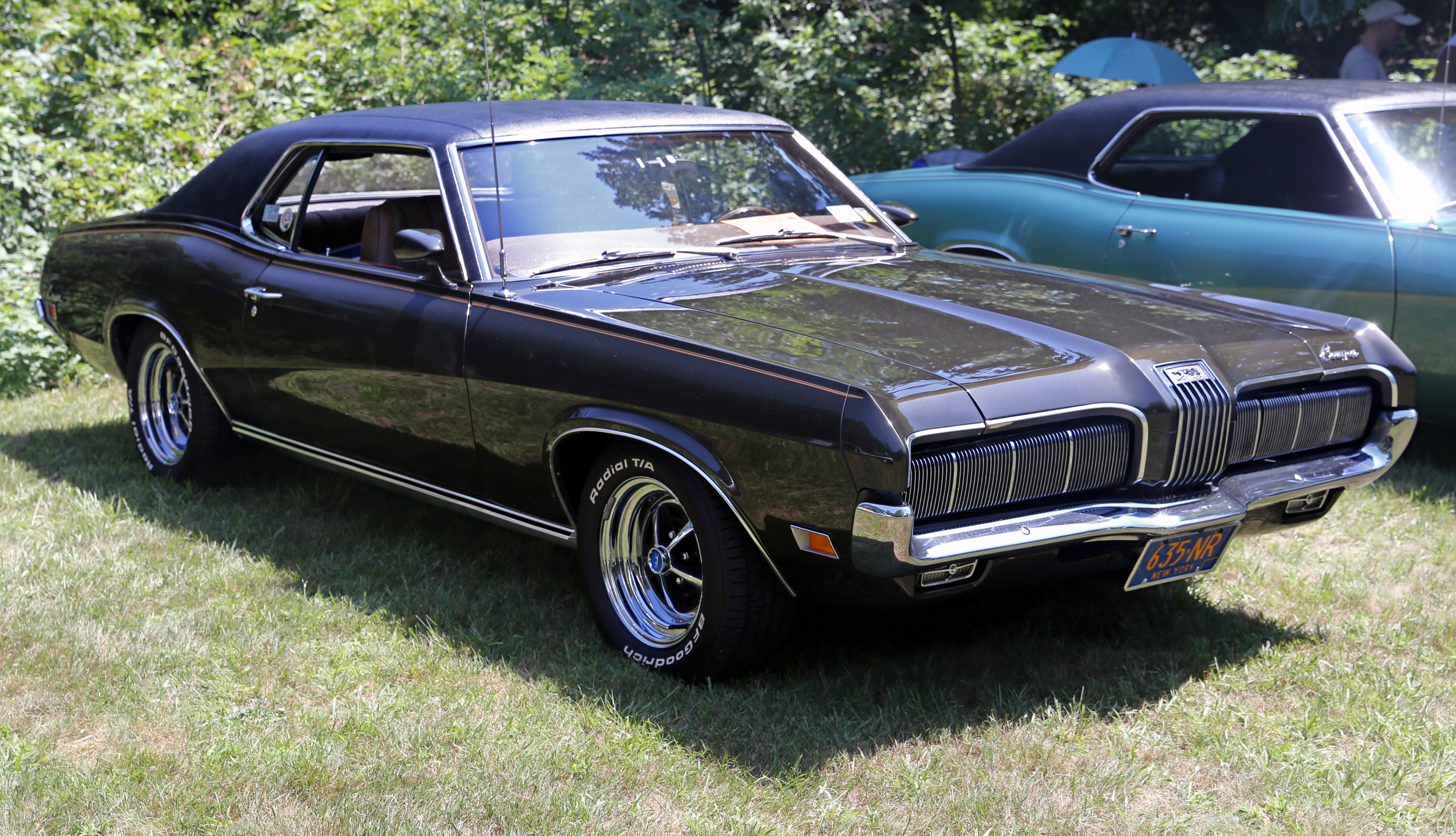
1970 Mercury Cougar
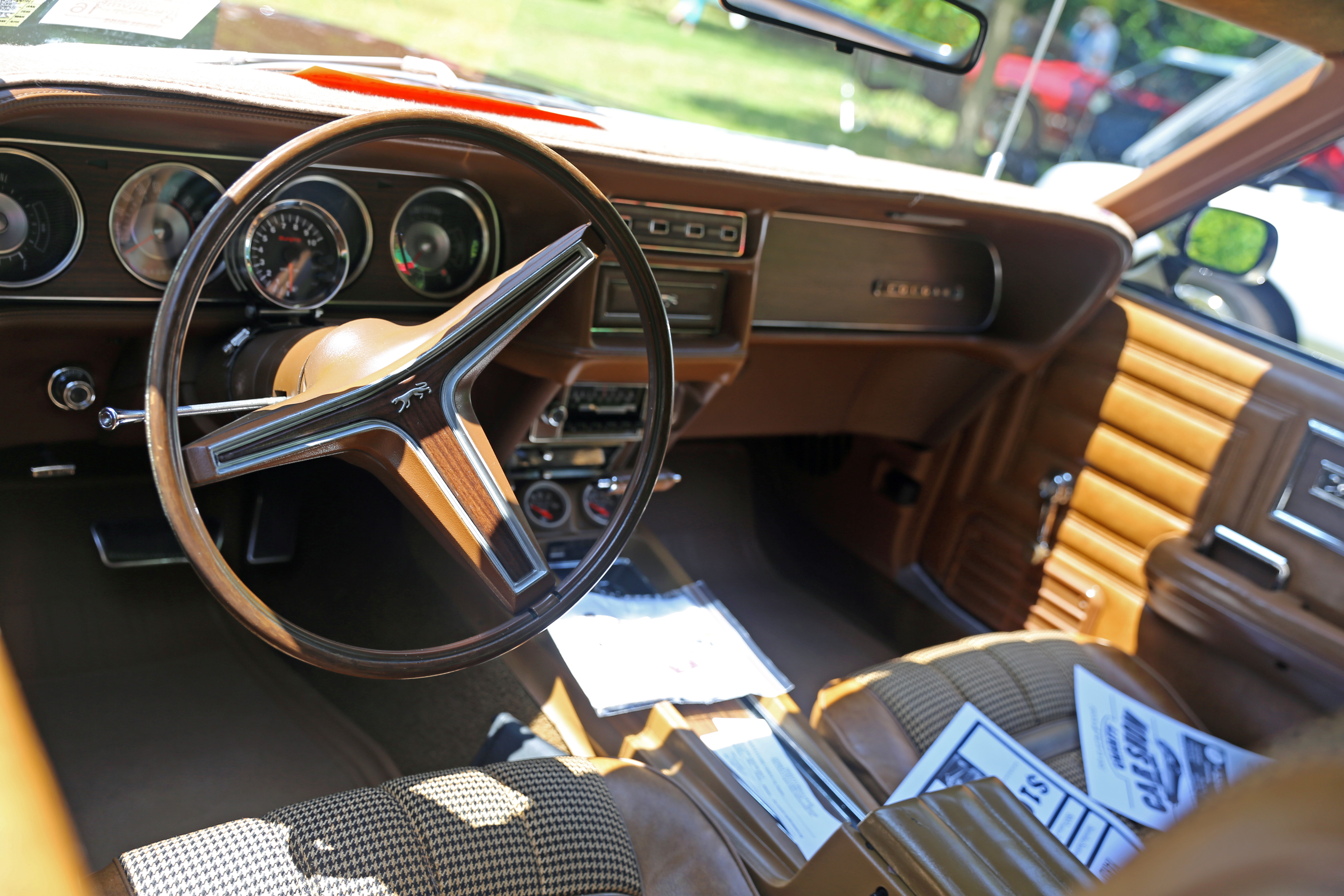
Интерьер
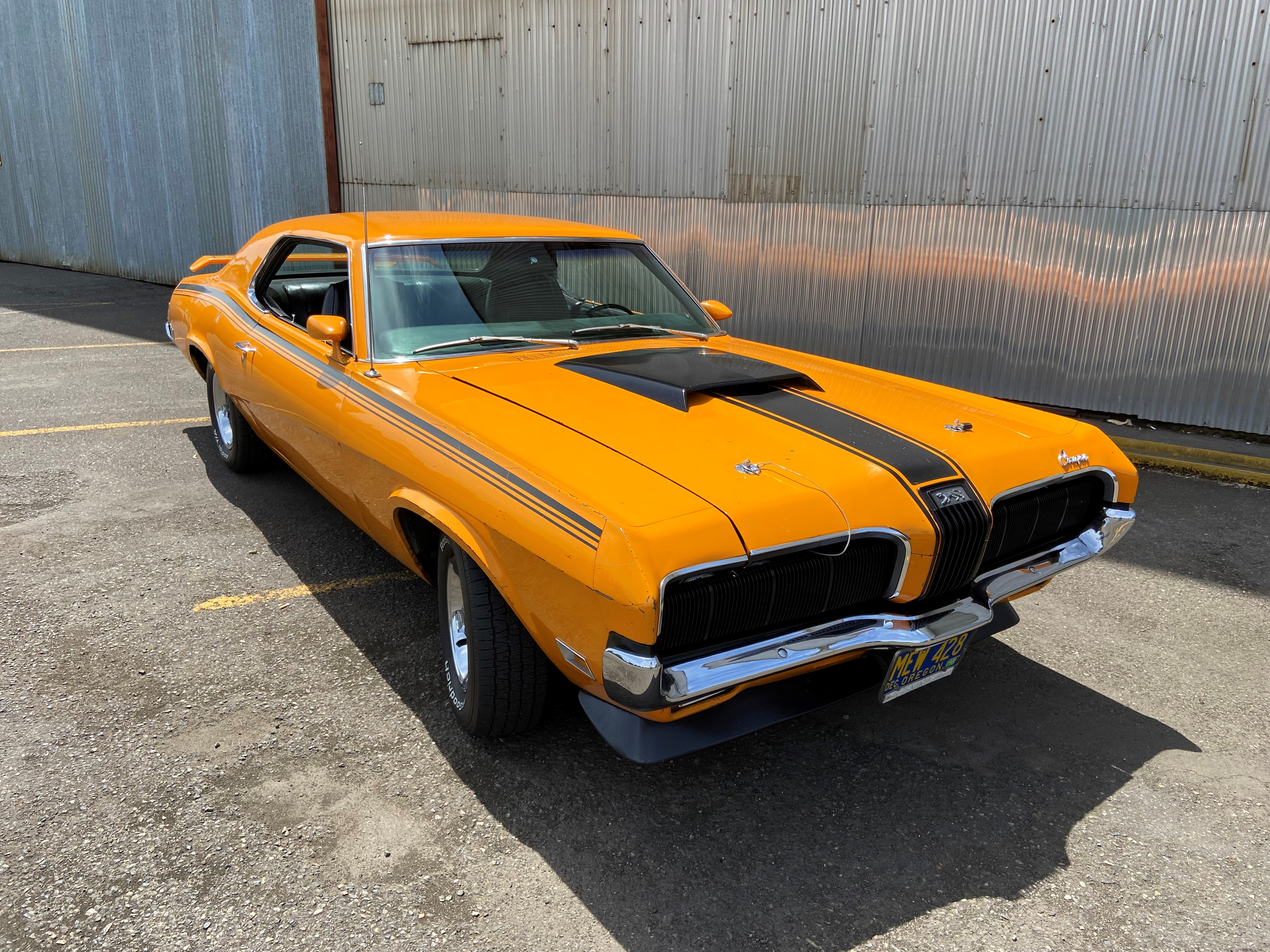
1970 Mercury Cougar Eliminator

## Второе поколение (1971—1973)
Второе поколение Mercury Cougar было представлено в 1971 году на шасси первого поколения. В основе конструкции лежит архитектура Ford Mustang. Автомобиль выпускается в следующих комплектациях: стандартная и XR-7.

### Продажи
| Год  | Продано |
| ---- | ------- |
| 1971 | 62,864  |
| 1972 | 53,702  |
| 1973 | 60,628  |

### Галерея

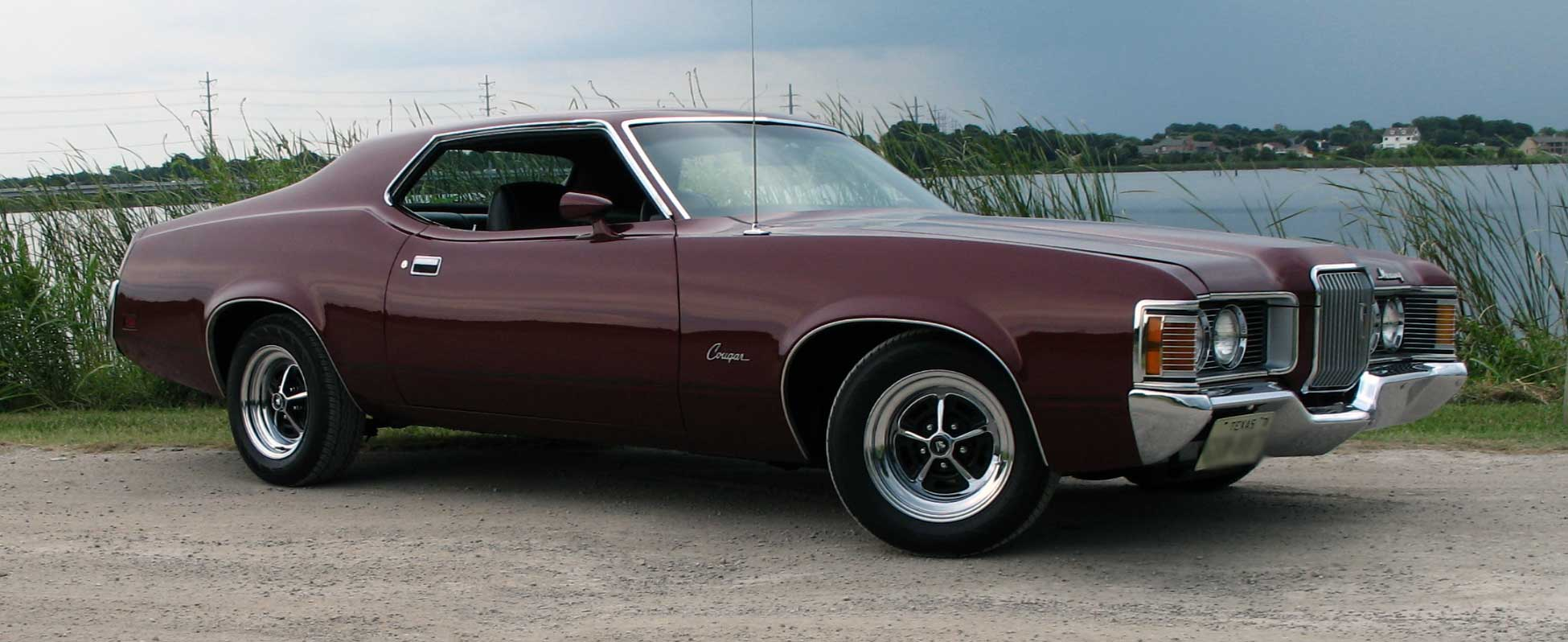
1971 Mercury Cougar
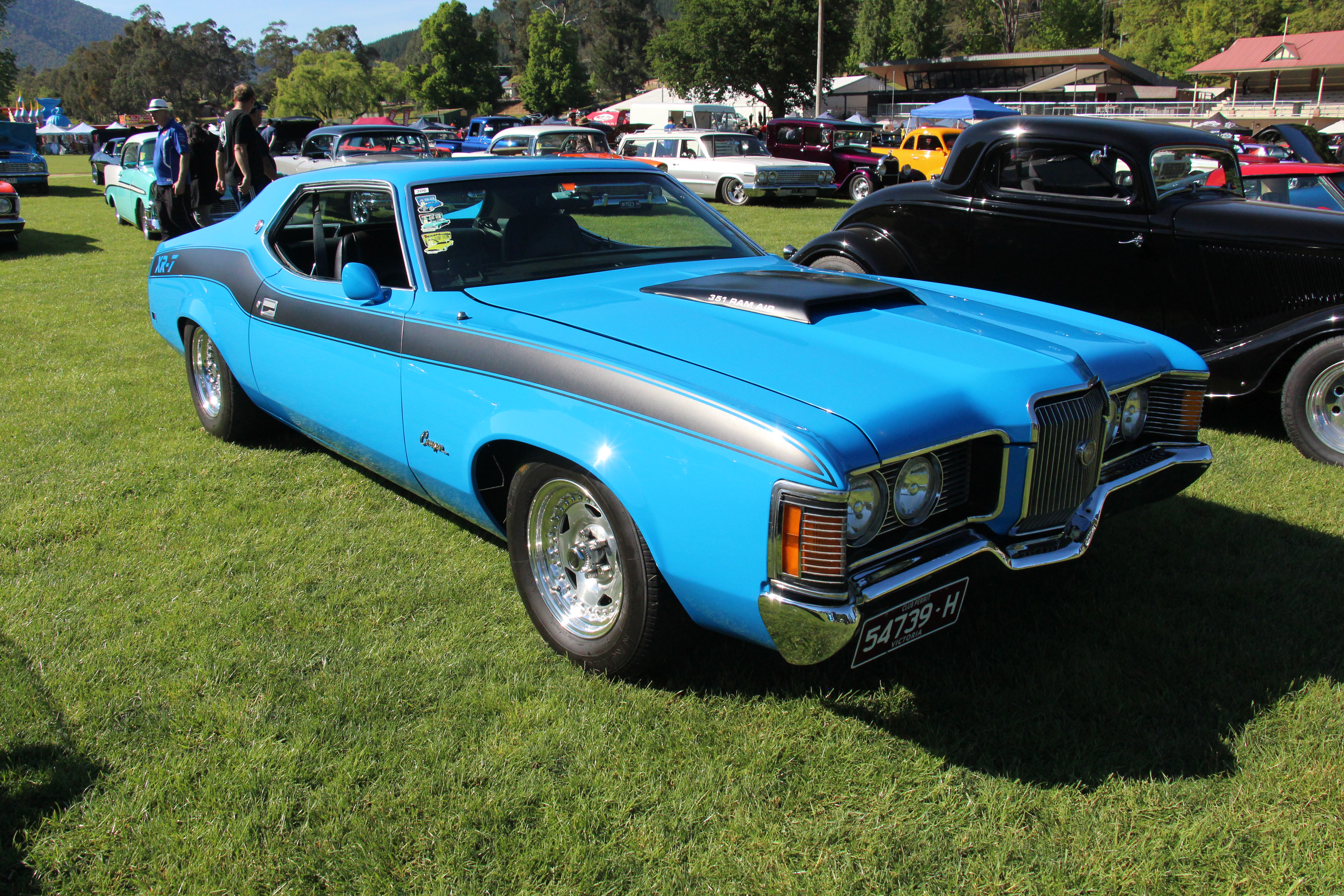
1971 Cougar XR-7 (351 Ram Air)
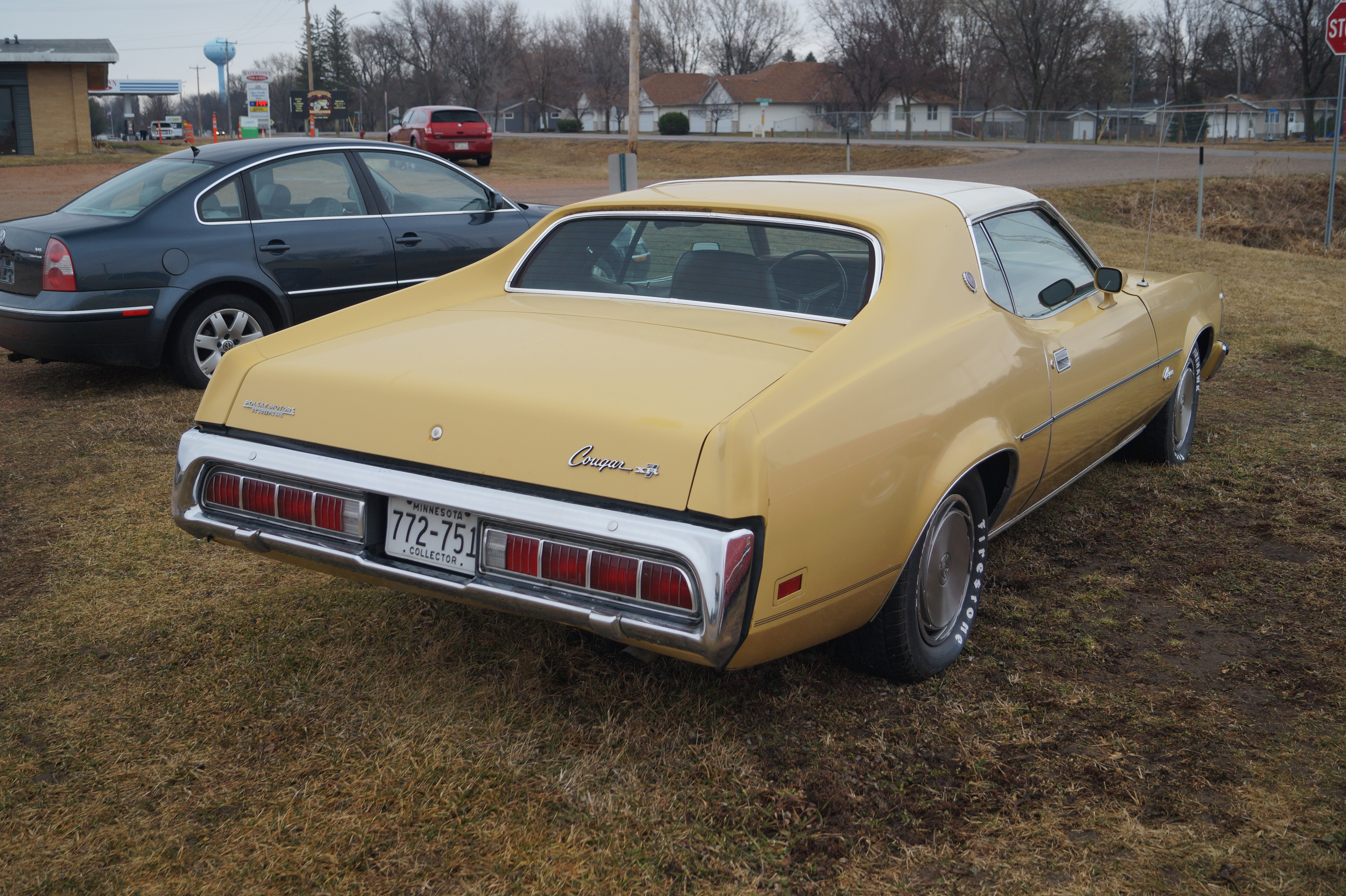
1973 Cougar XR-7
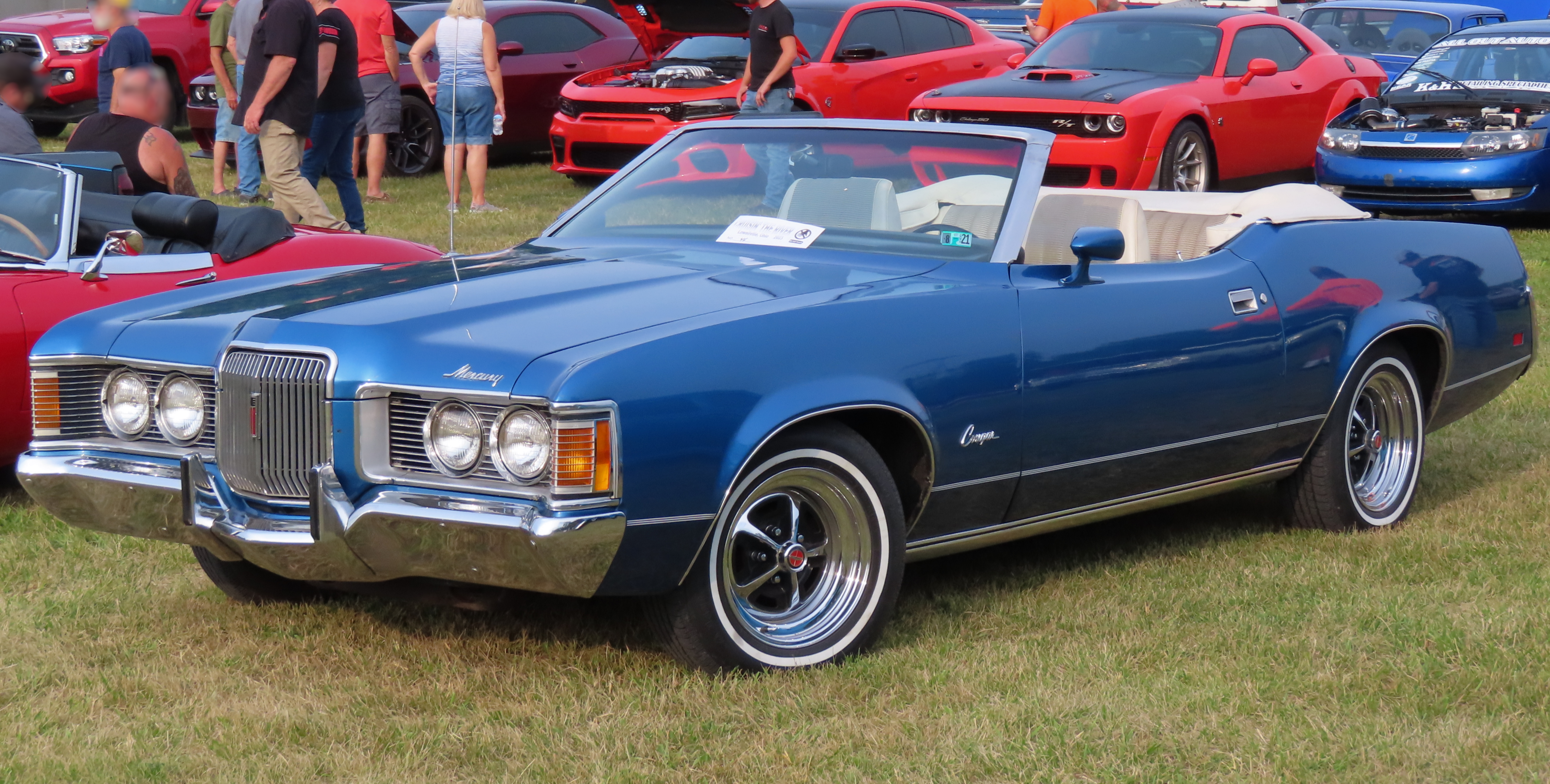
1972 Cougar
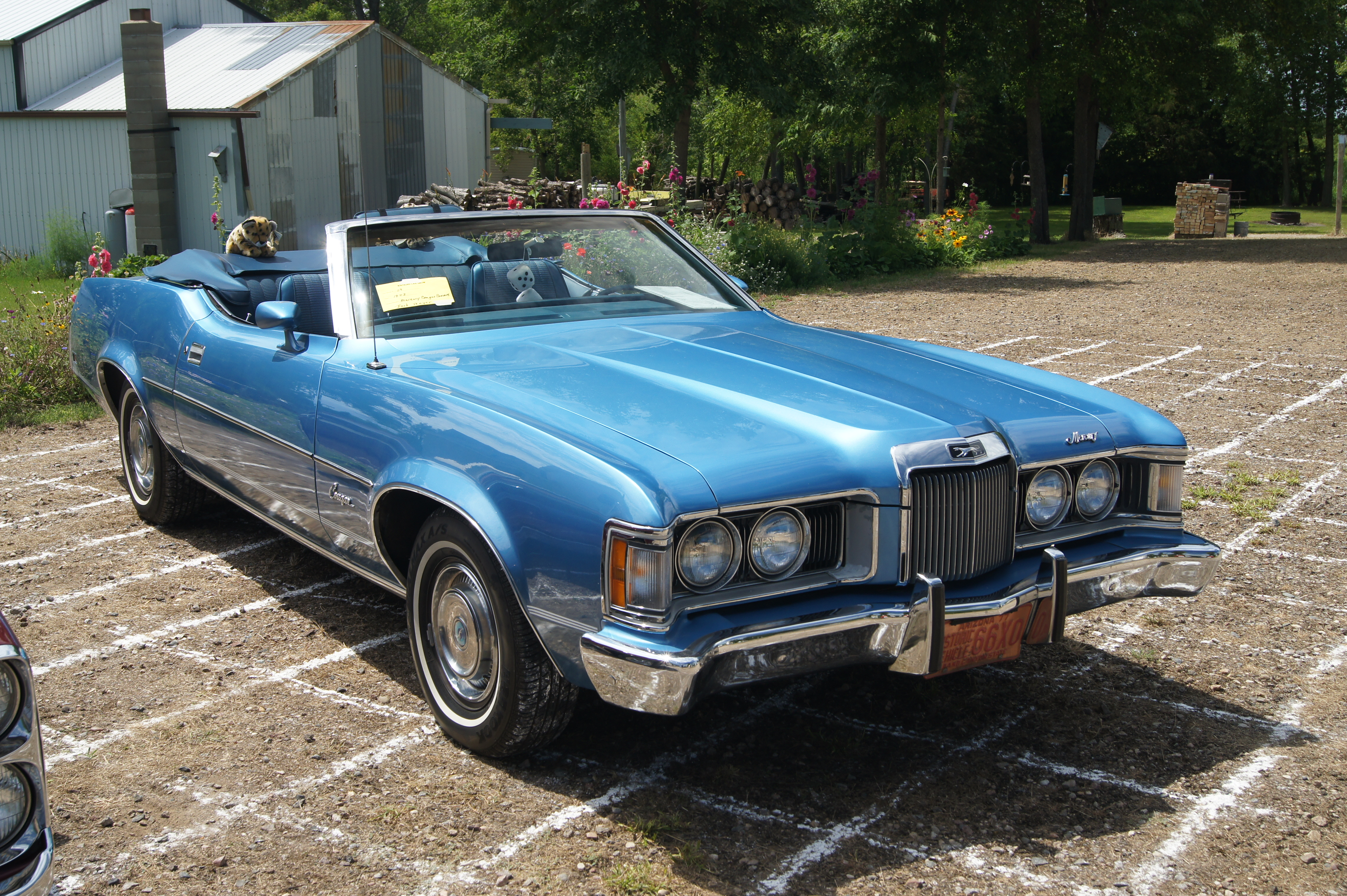
1973 Cougar

## Третье поколение (1974—1976)
В 1974 году в модельный ряд Mercury Cougar были внесены как дизайнерские, так и маркетинговые изменения. В основе конструкции лежит архитектура Ford Thunderbird.

### Продажи
| Год  | Продано |
| ---- | ------- |
| 1974 | 91,670  |
| 1975 | 62,987  |
| 1976 | 83,765  |

### Галерея

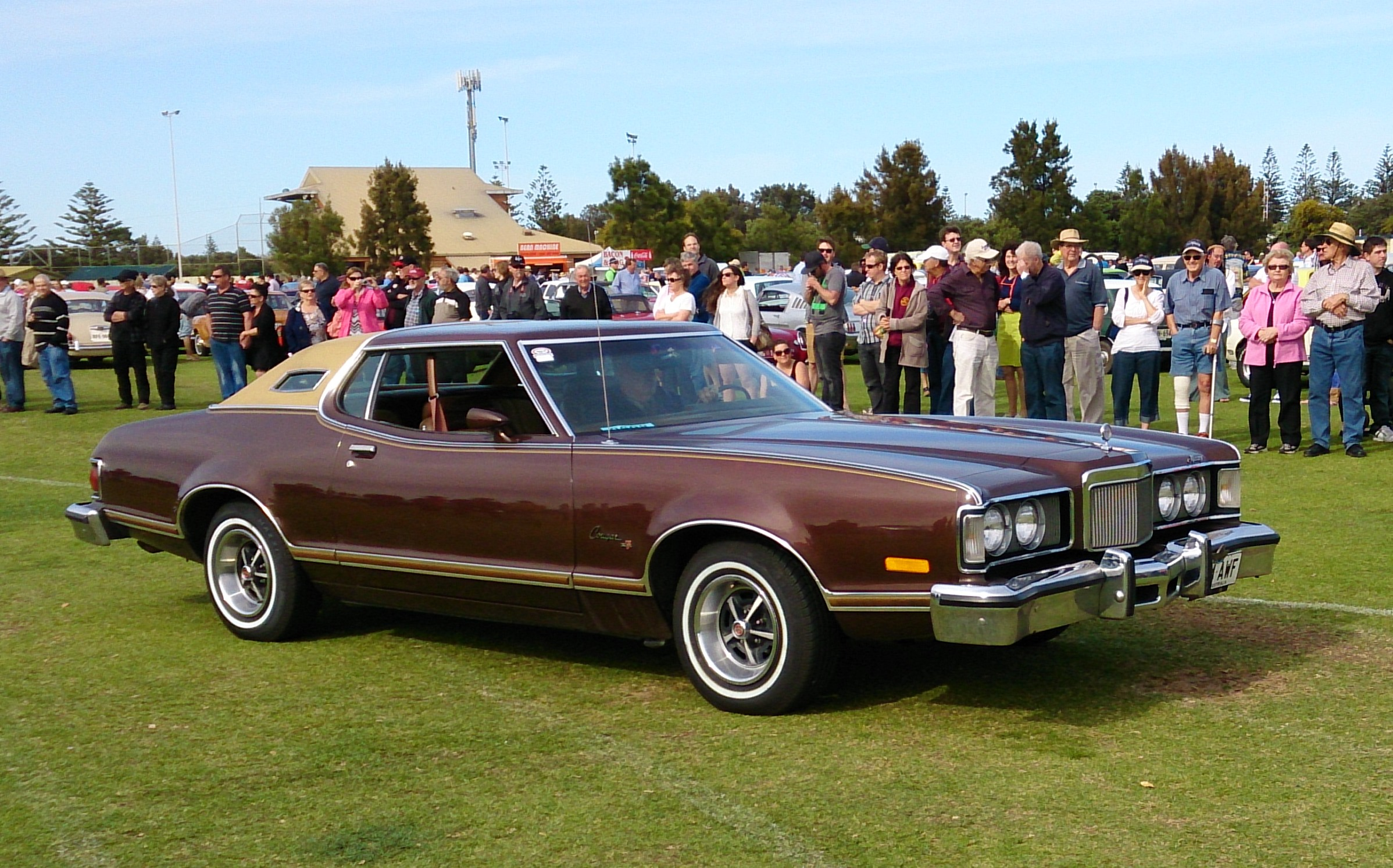
Mercury Cougar XR-7 2-Door Hardtop
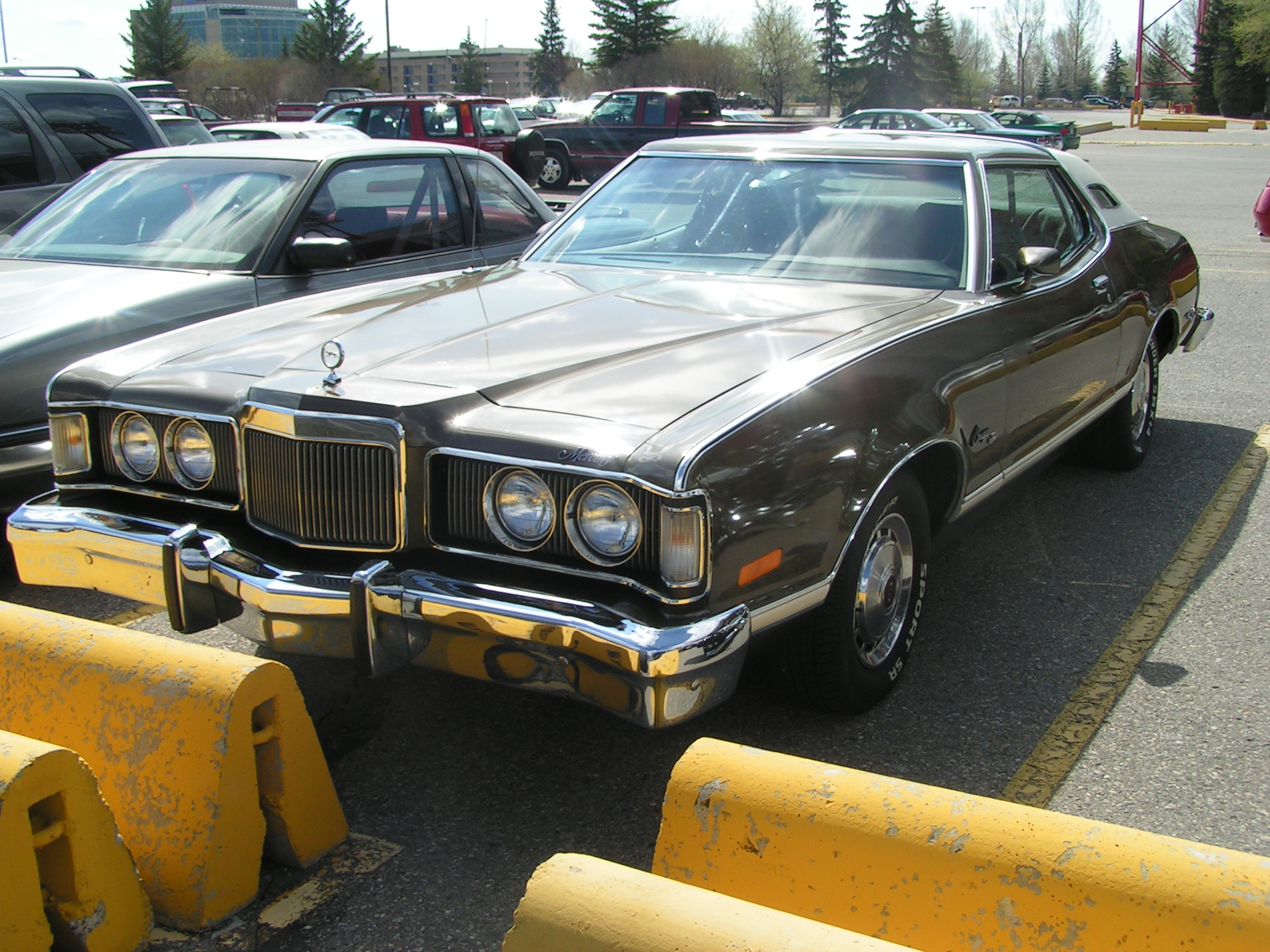
1974 Mercury Cougar XR-7
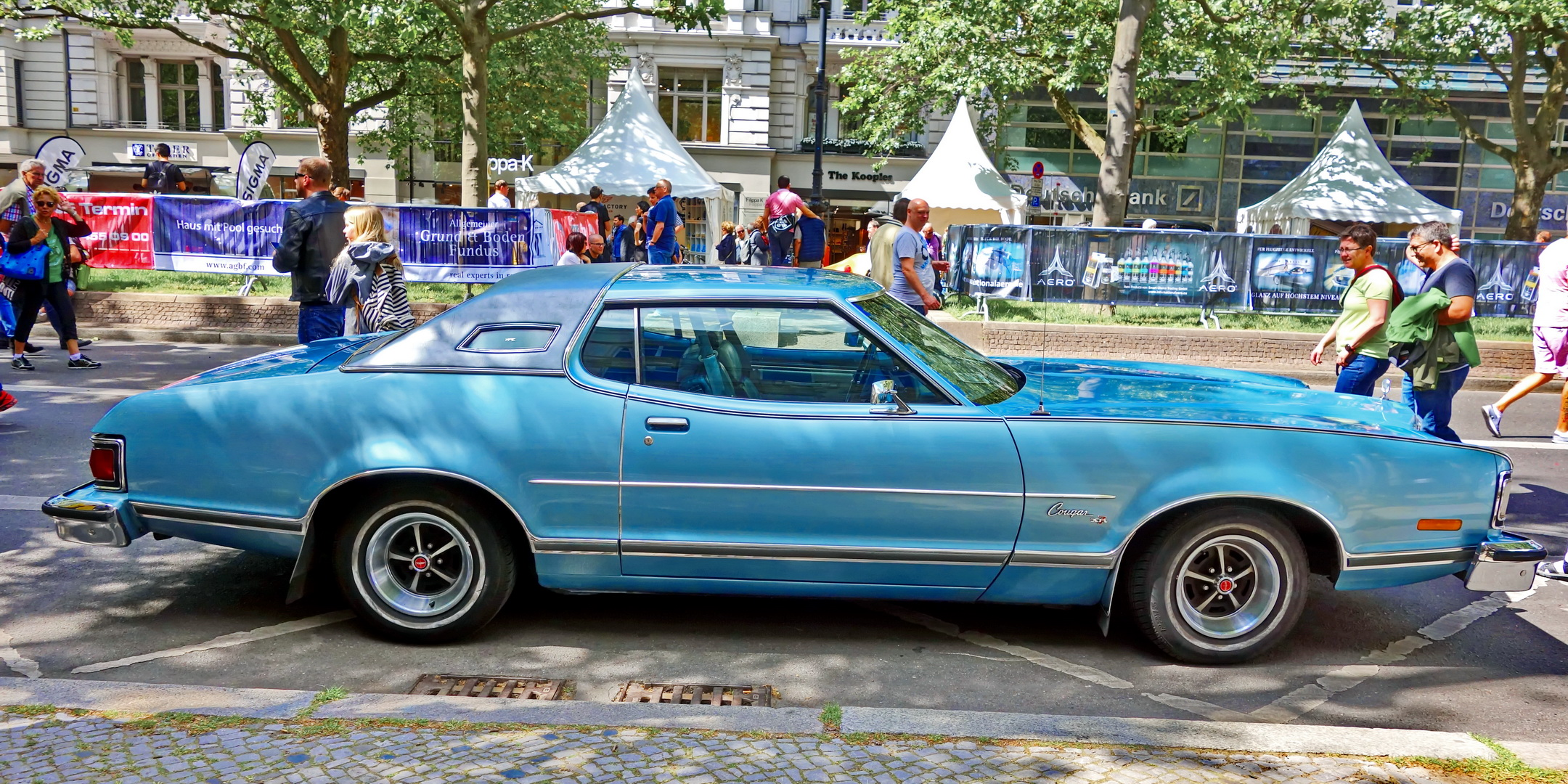
1975—1976 Mercury Cougar XR-7

## Четвёртое поколение (1977—1979)
В 1977 году было представлено четвёртое поколение Mercury Cougar. В основе конструкции лежит архитектура Ford LTD II. Cougar XR-7 стал аналогом Ford Thunderbird. Колёсную базу автомобили разделяли с Ford Torino.

### Продажи
| Год  | Продано                |
| ---- | ---------------------- |
| 1977 | 194,823 (XR-7 124,799) |
| 1978 | 213,270 (XR-7 166,508) |
| 1979 | 172,152 (XR-7 163,716) |

### Галерея

#### Cougar

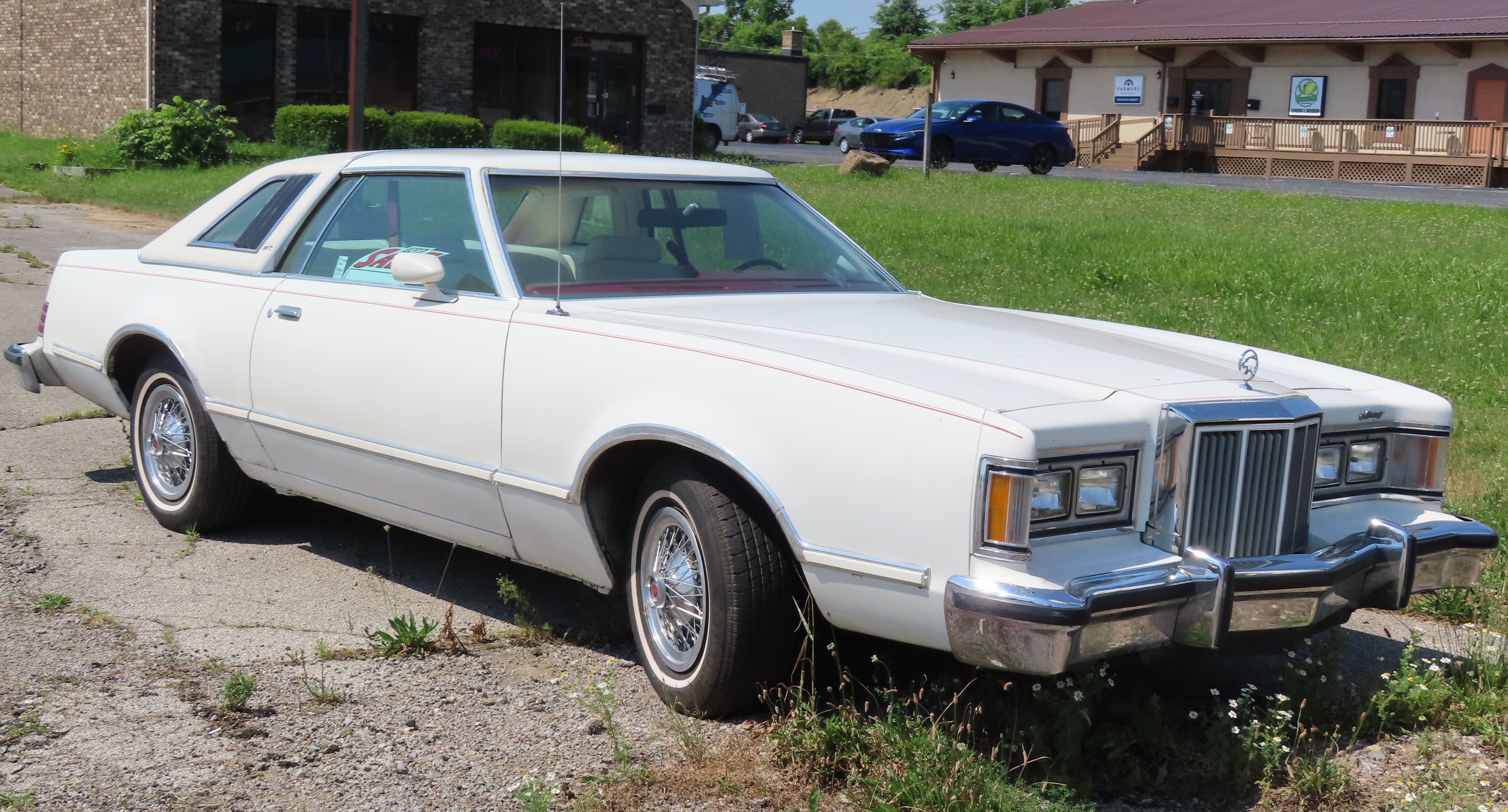
1979 Mercury Cougar XR-7
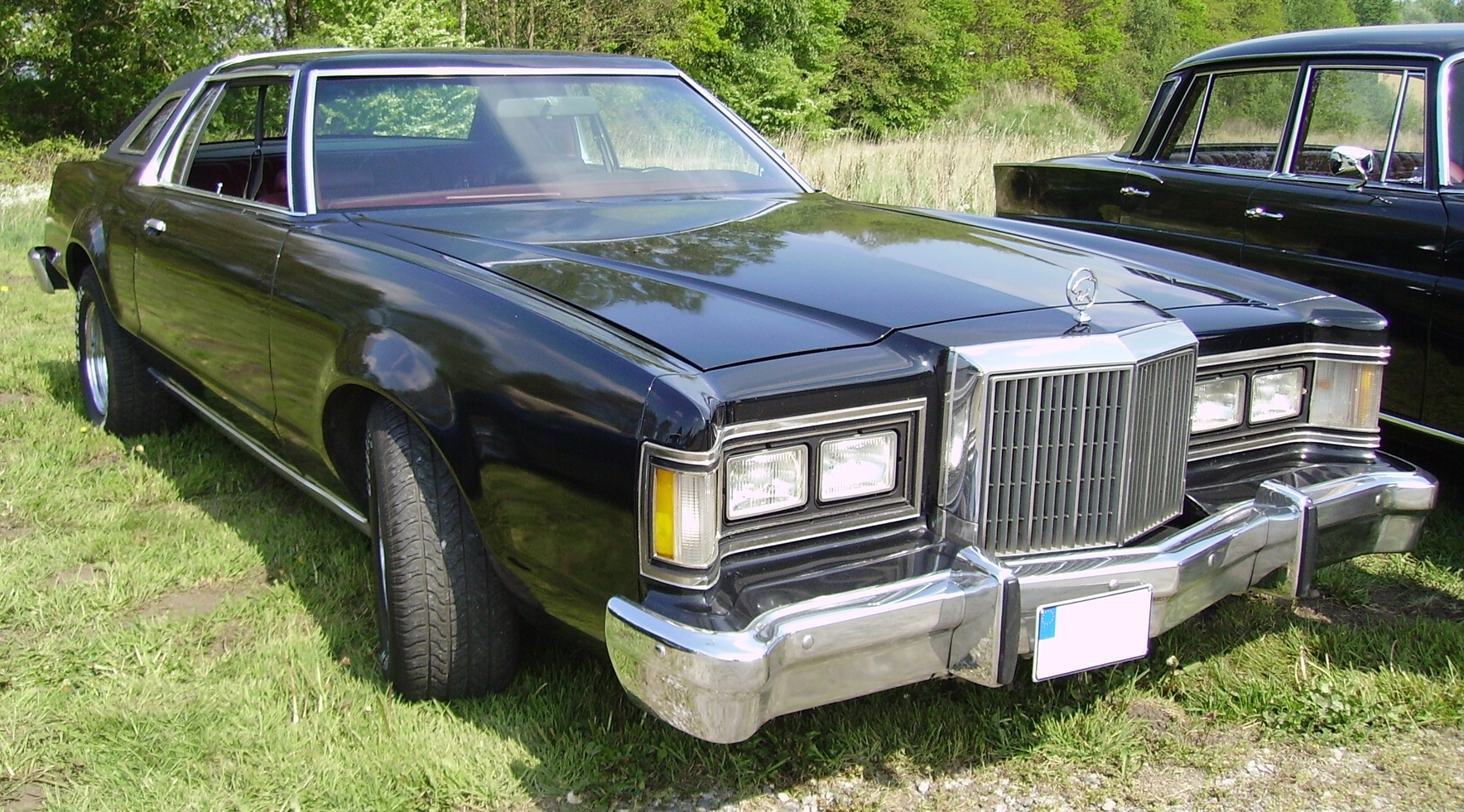
1977 Mercury Cougar
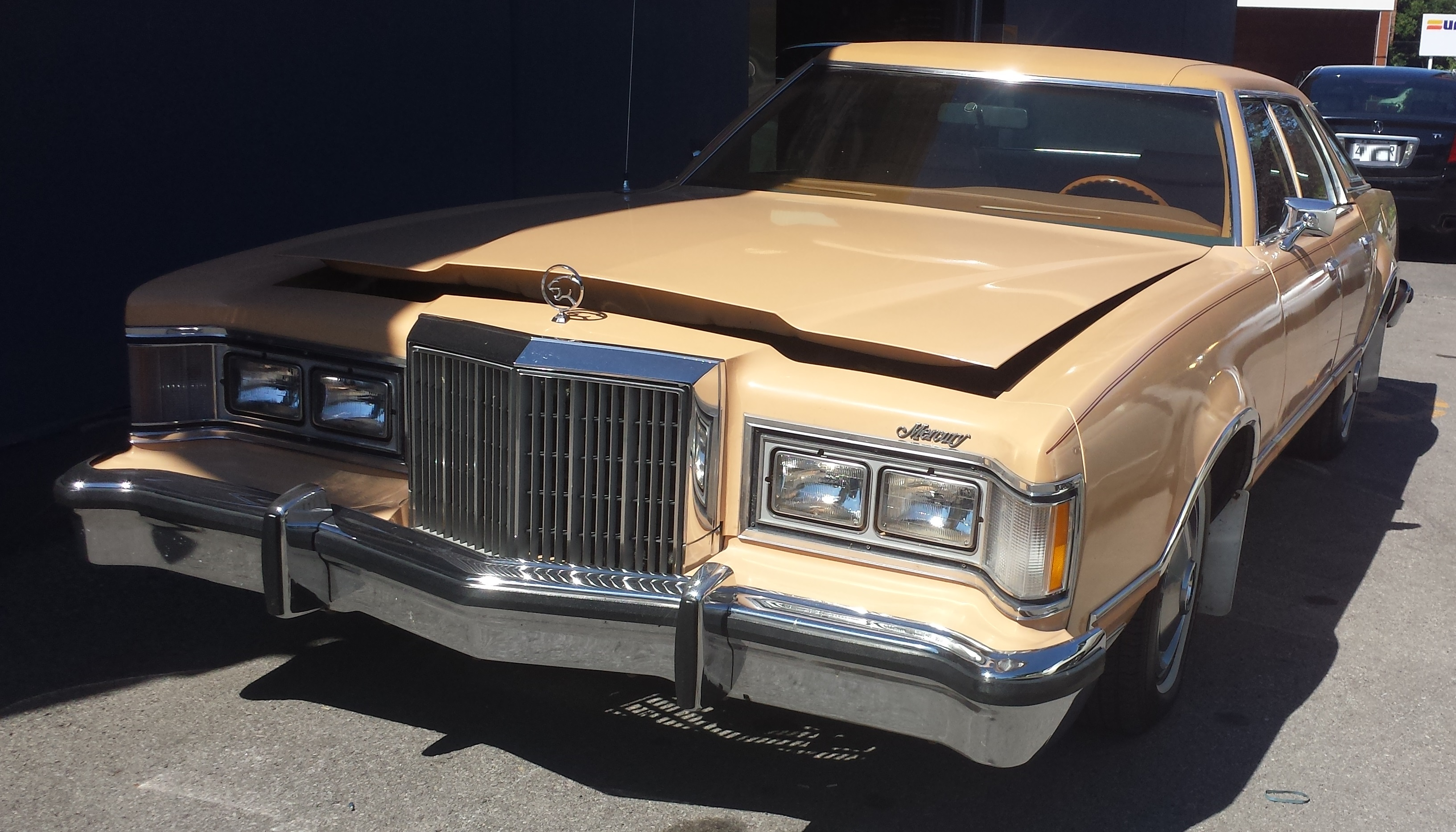
Mercury Cougar
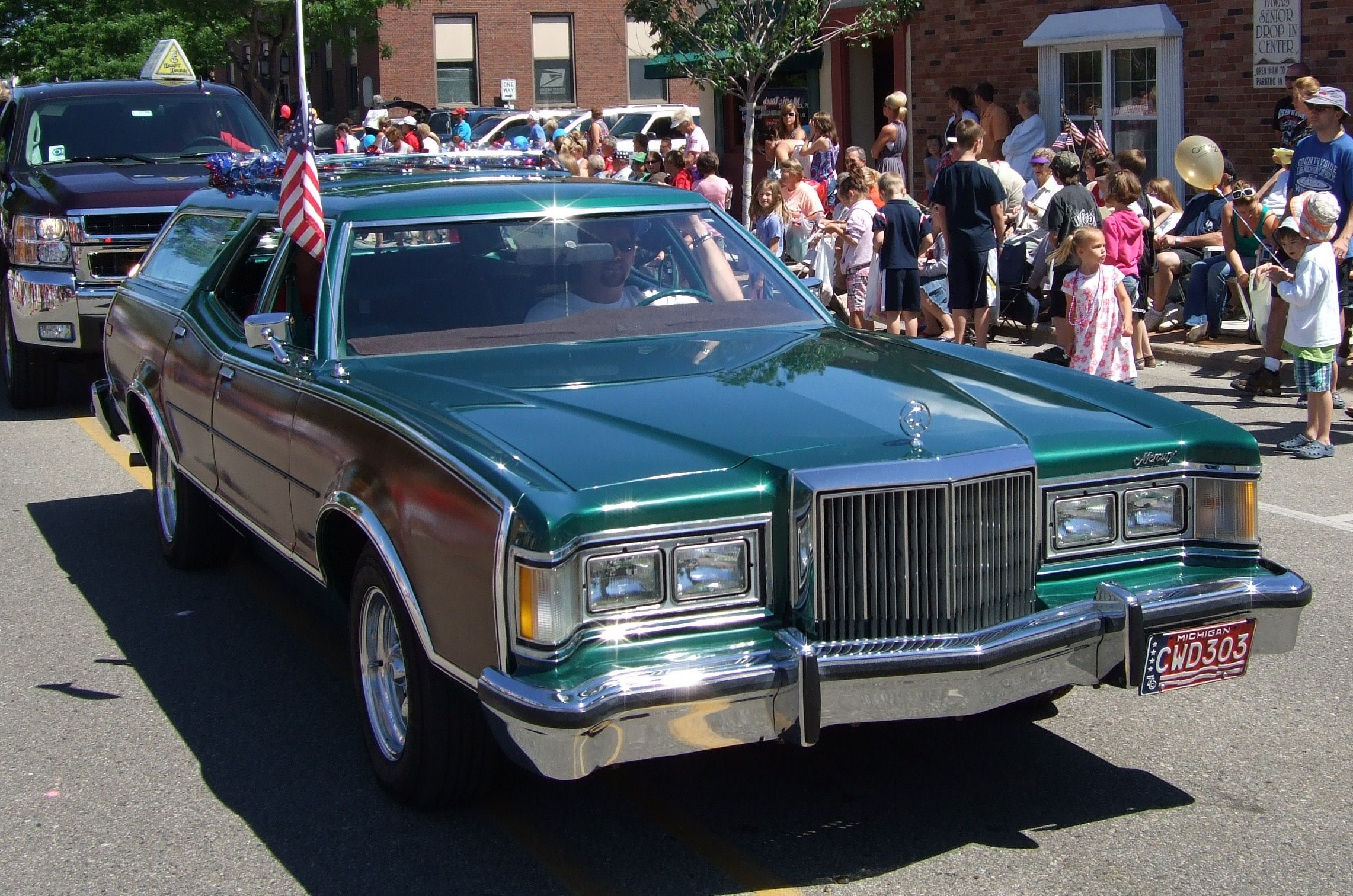
1977 Mercury Cougar Villager

#### Cougar XR-7

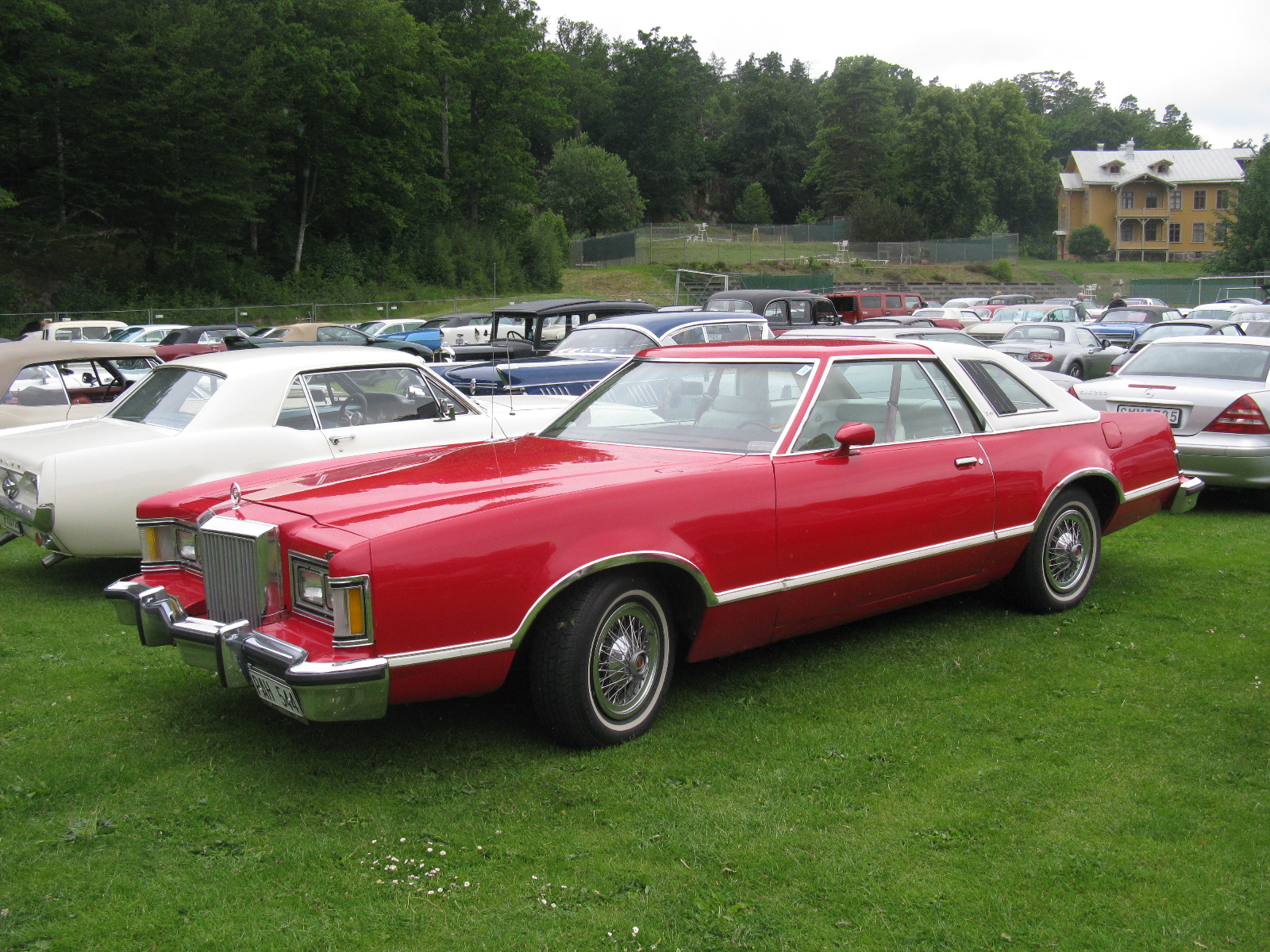
1977—1978 Cougar XR-7
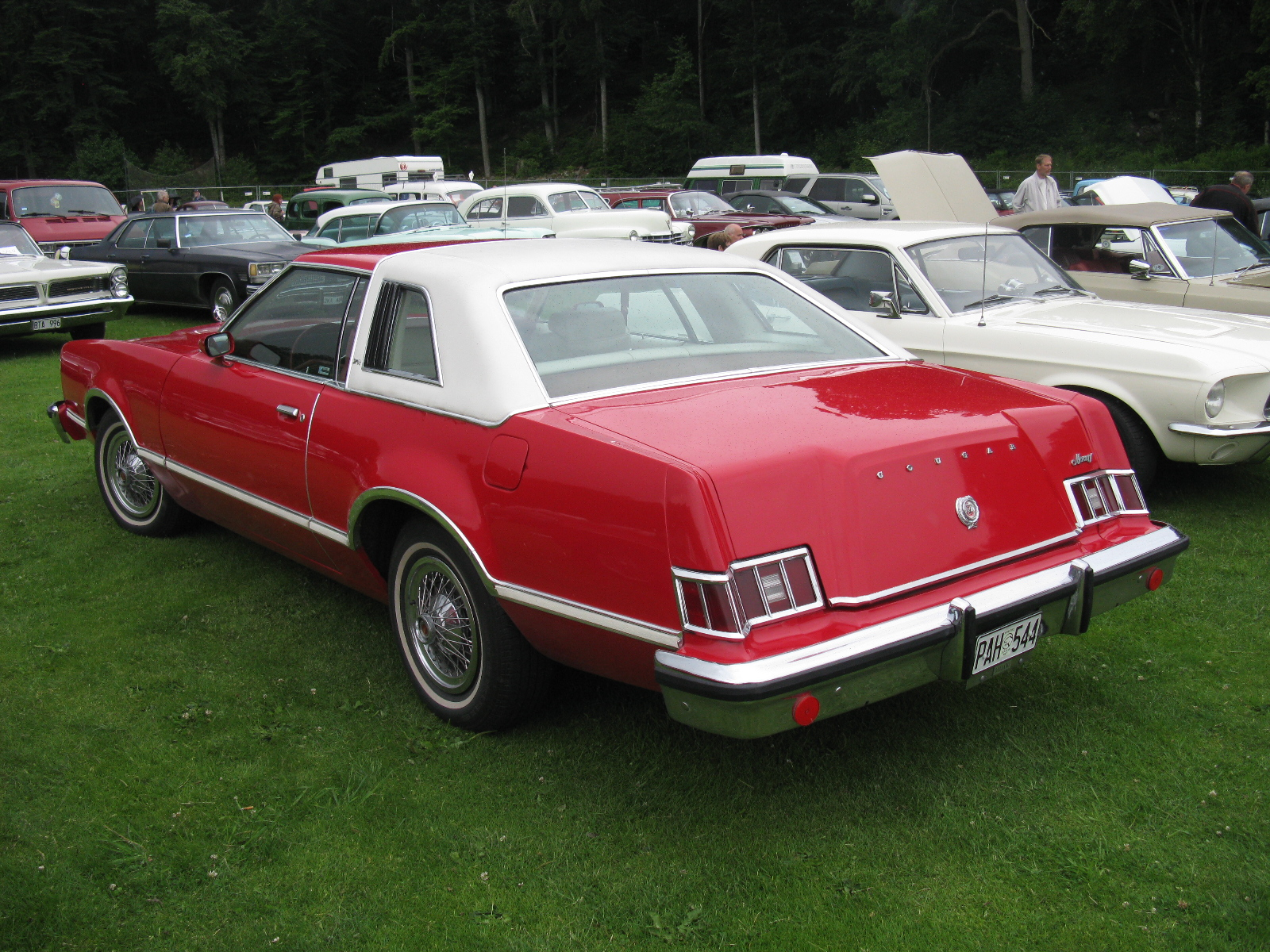
1977—1978 Cougar XR-7
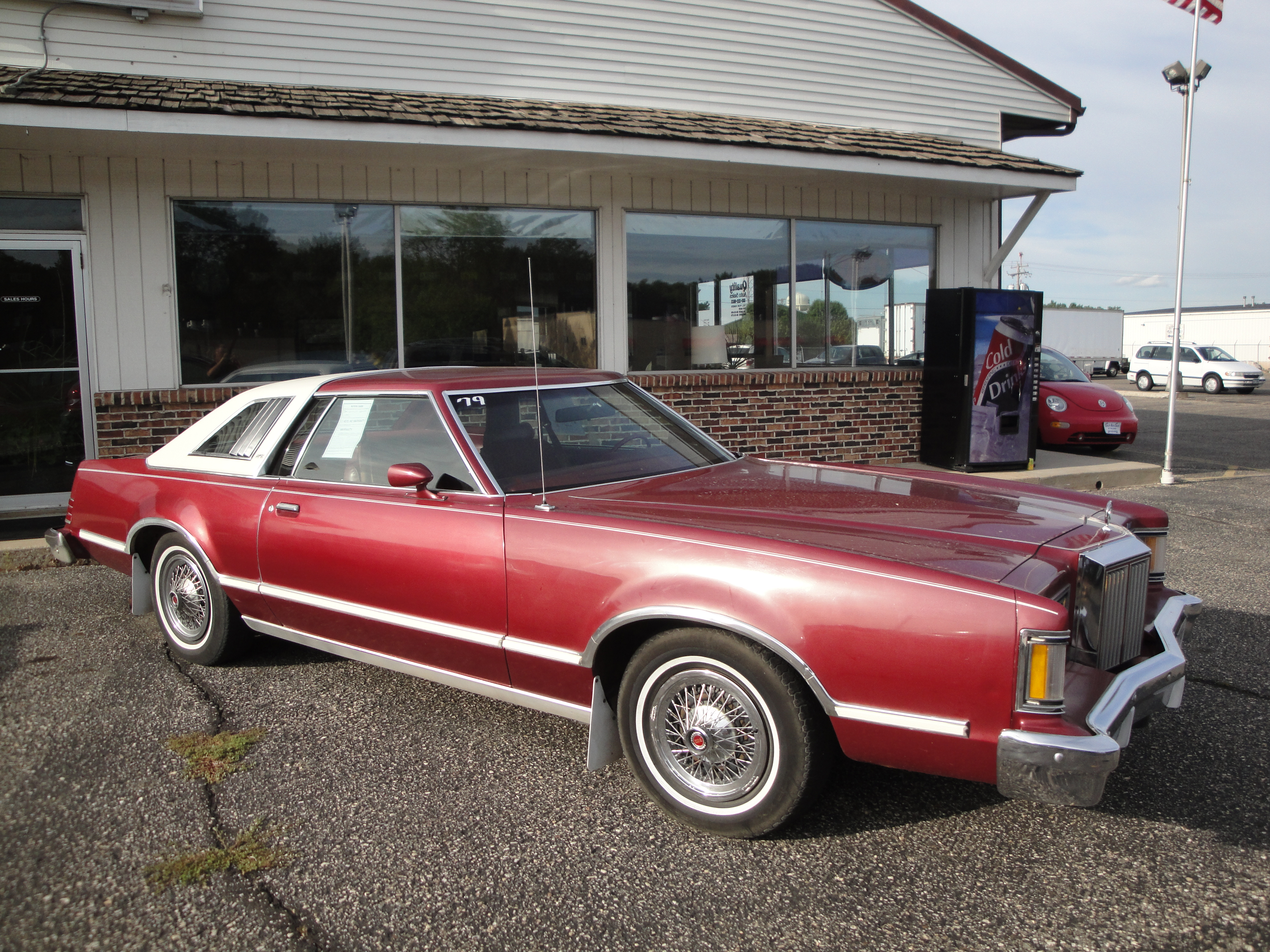
1979 Cougar XR-7
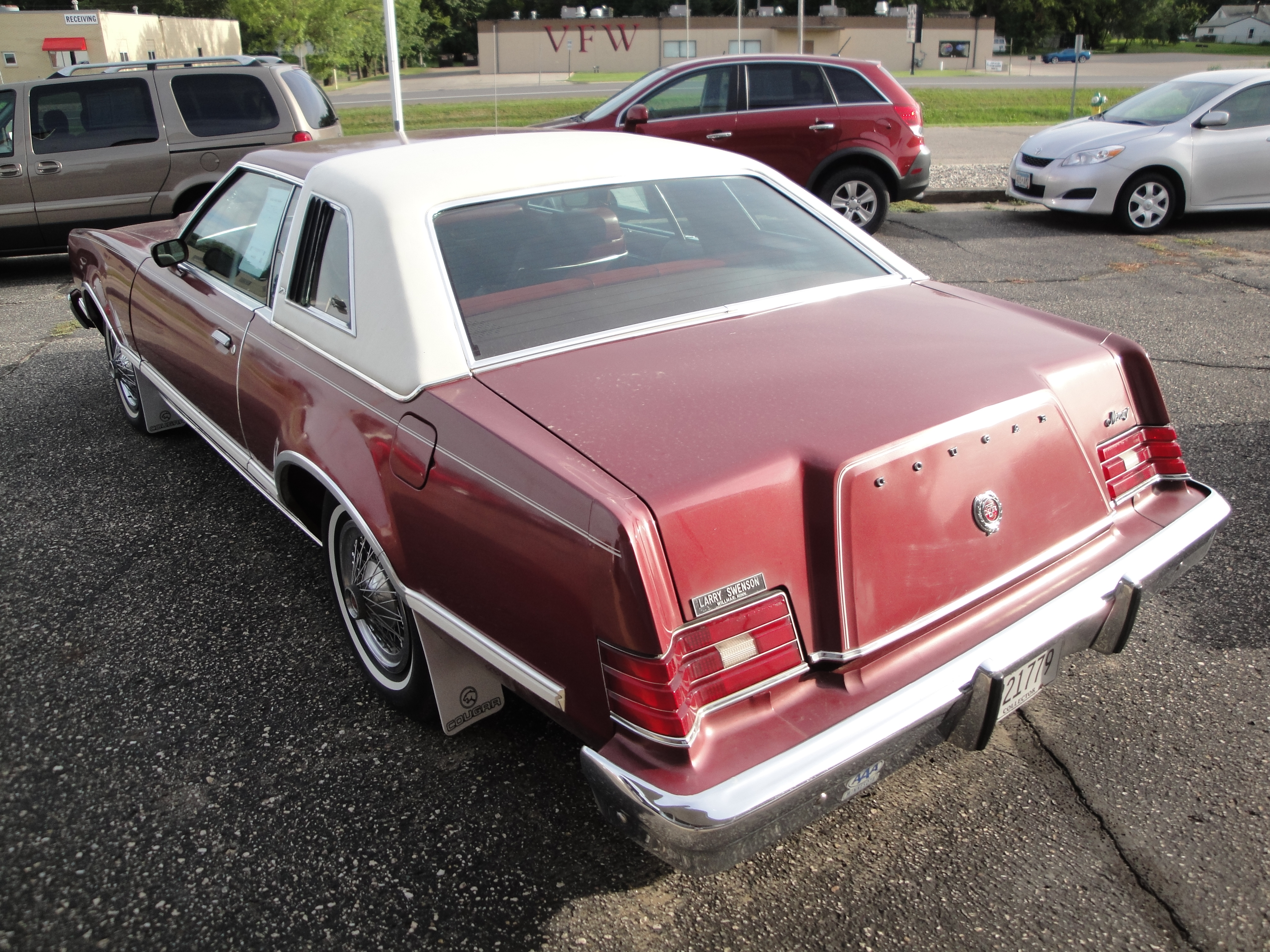
1979 Cougar XR-7
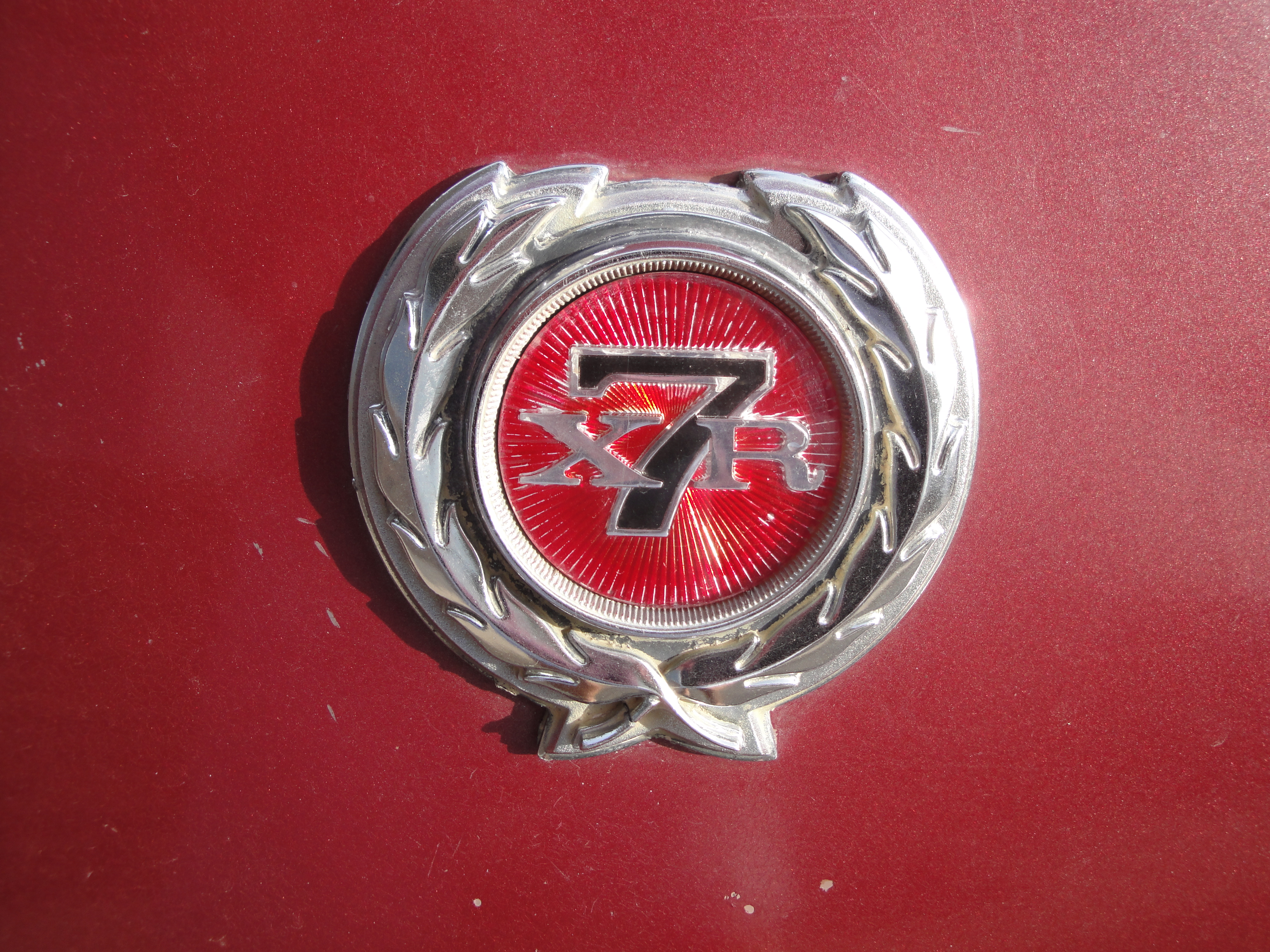
Логотип Cougar XR-7
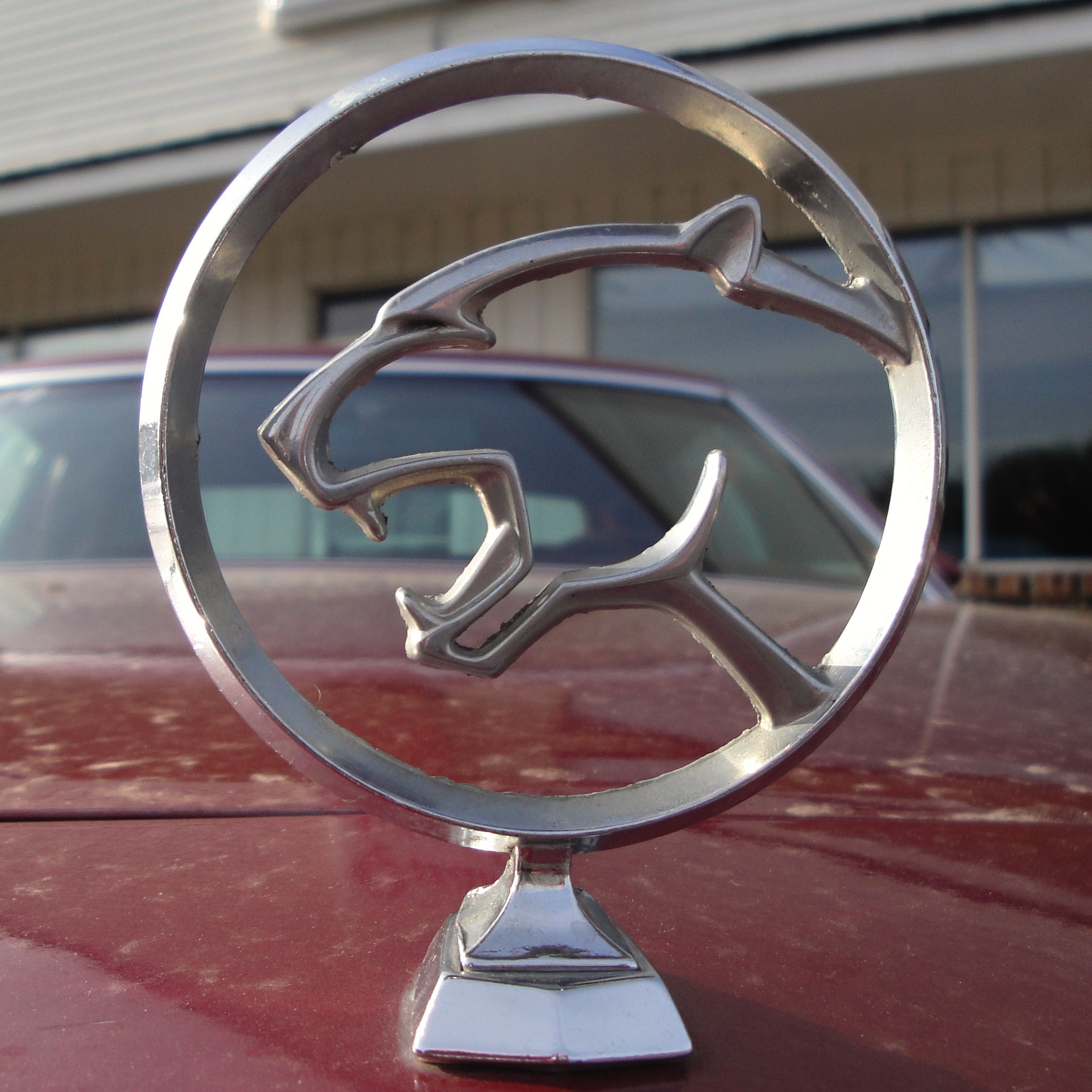
Украшение капота

## Пятое поколение (1980—1982)
В 1980 году размеры Cougar XR-7 были уменьшены. Вместе со своим аналогом Thunderbird XR-7 впервые вышел в сегмент D. Длина была уменьшена на 15 дюймов, а ширина — на 4 дюйма. Снаряжённая масса 900 фунтов.

### Продажи
| Год   | Продано |
| ----- | ------- |
| 1980  | 58,028  |
| 1981  | 90,928  |
| 1982  | 73,817  |
| Всего | 222,773 |

### Галерея

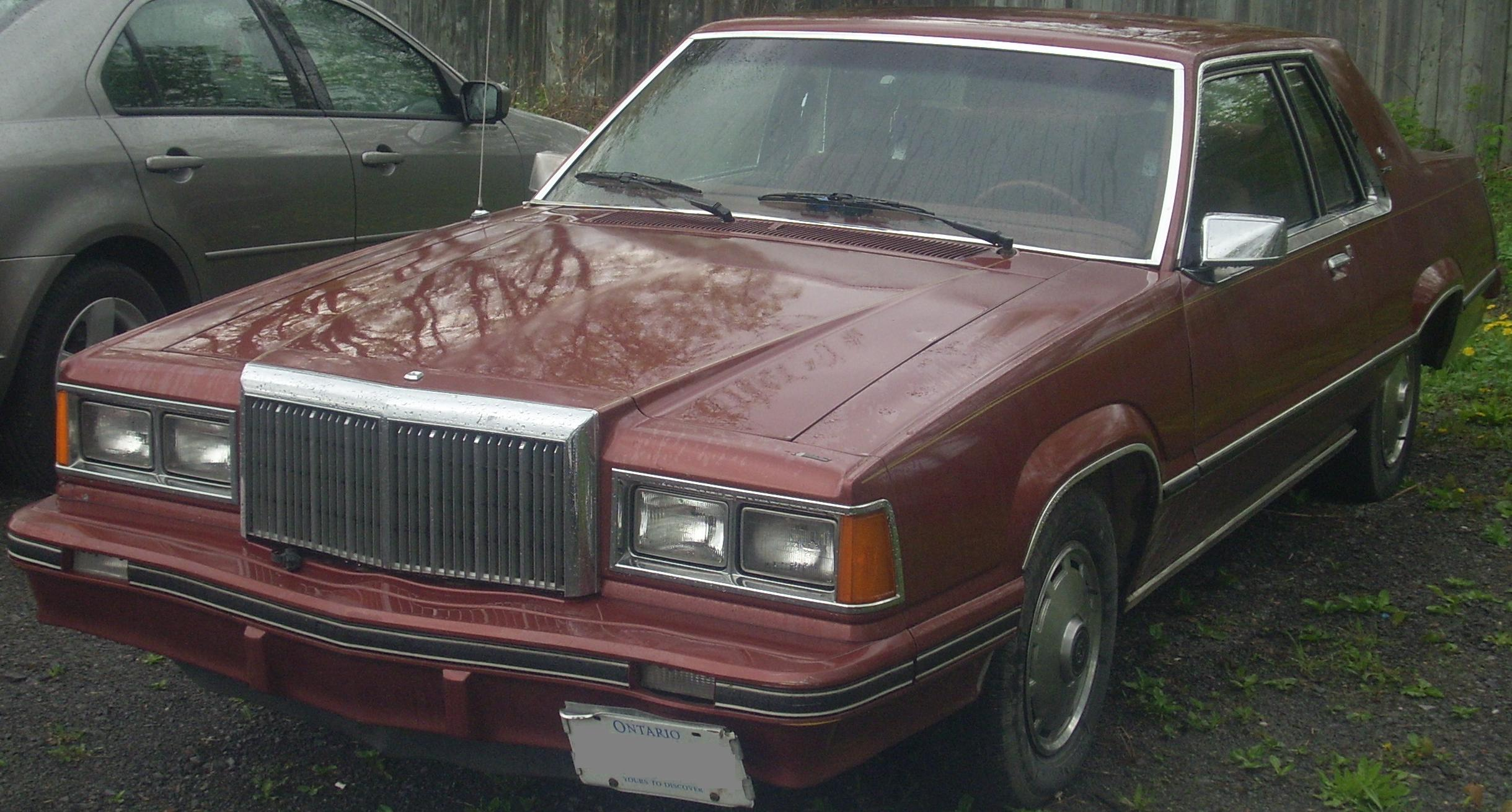
1980—1982 Cougar XR-7
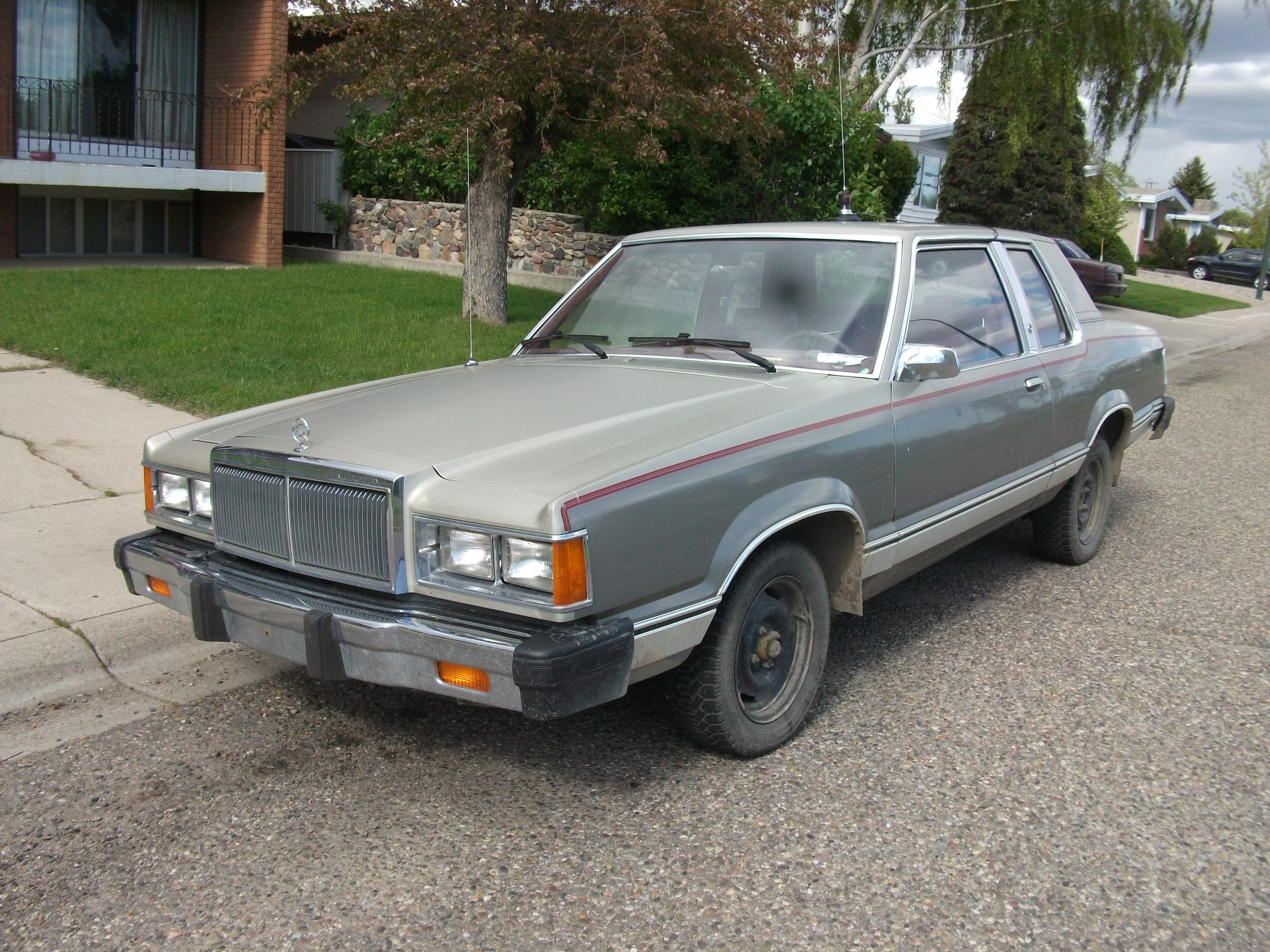
1981 Mercury Cougar
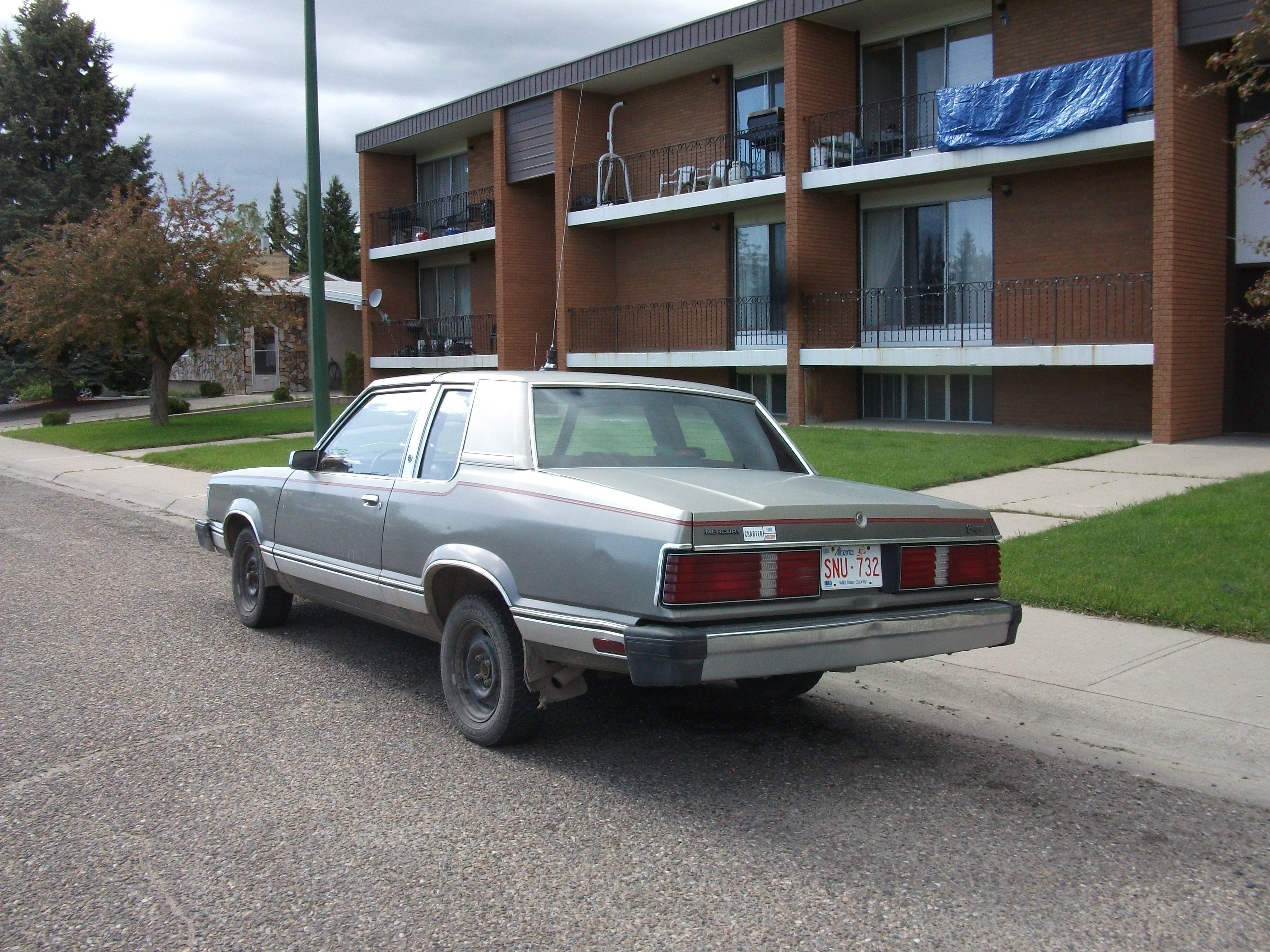
1981 Mercury Cougar
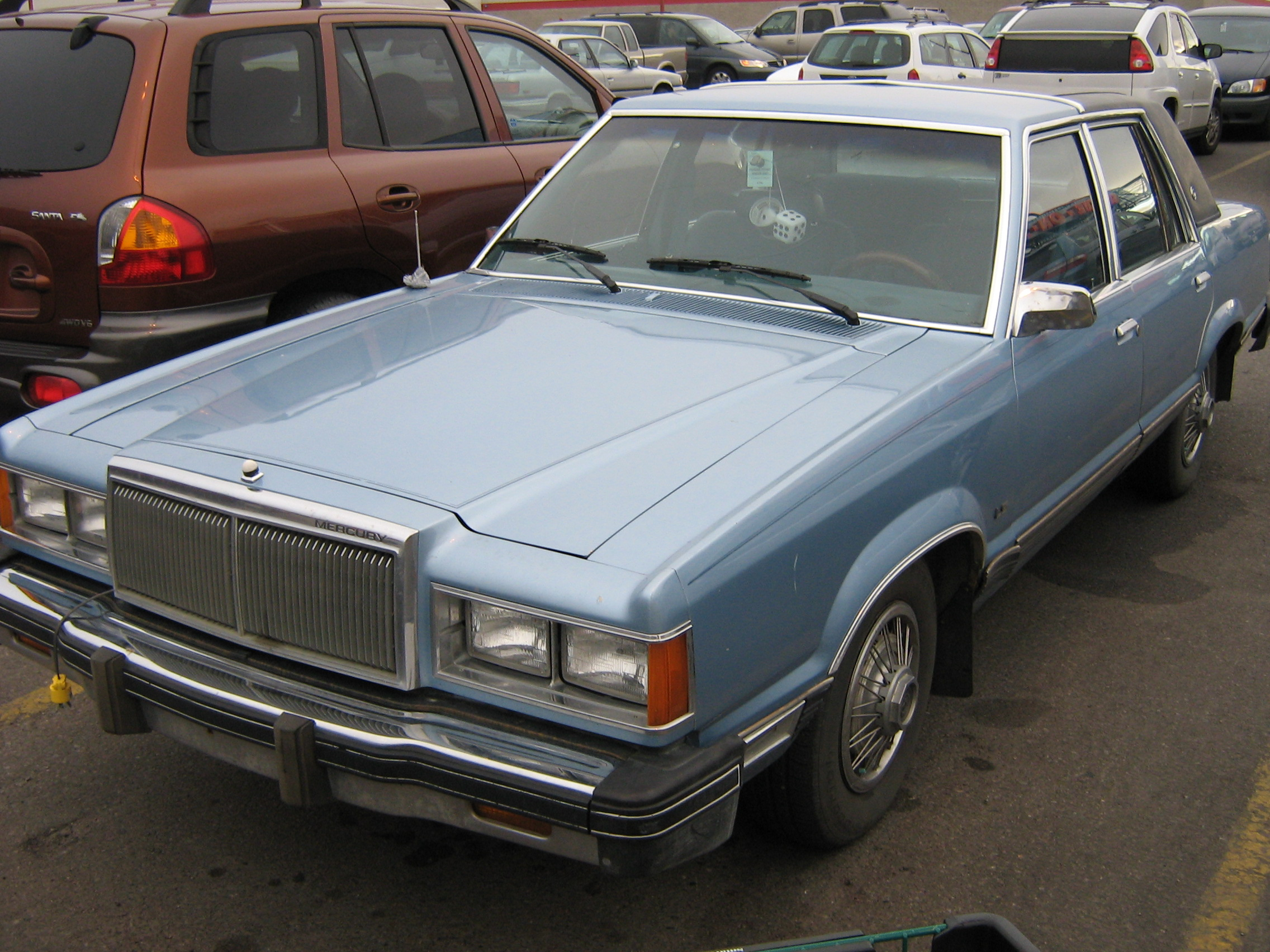
Mercury Cougar LS
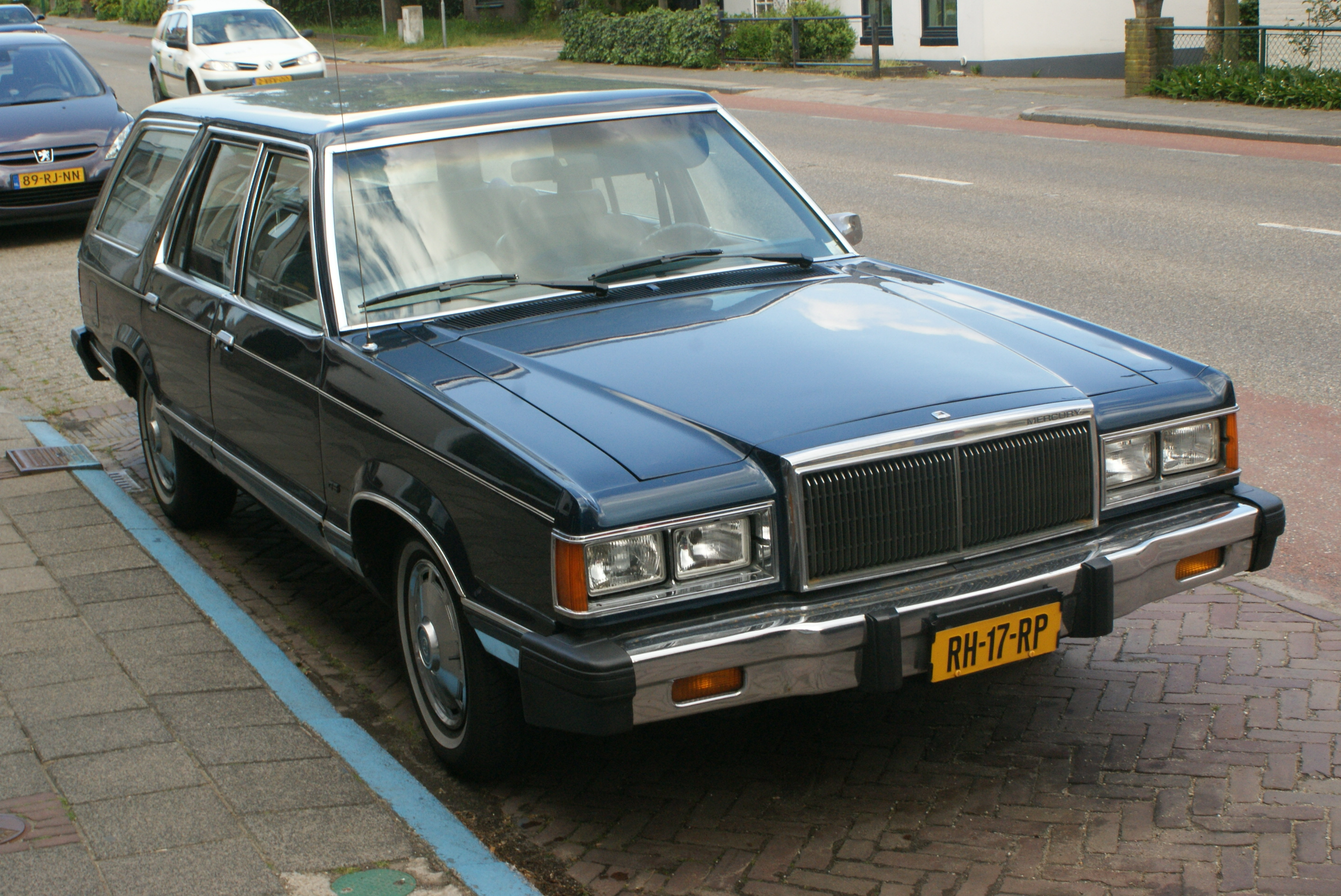
1982 Mercury Cougar
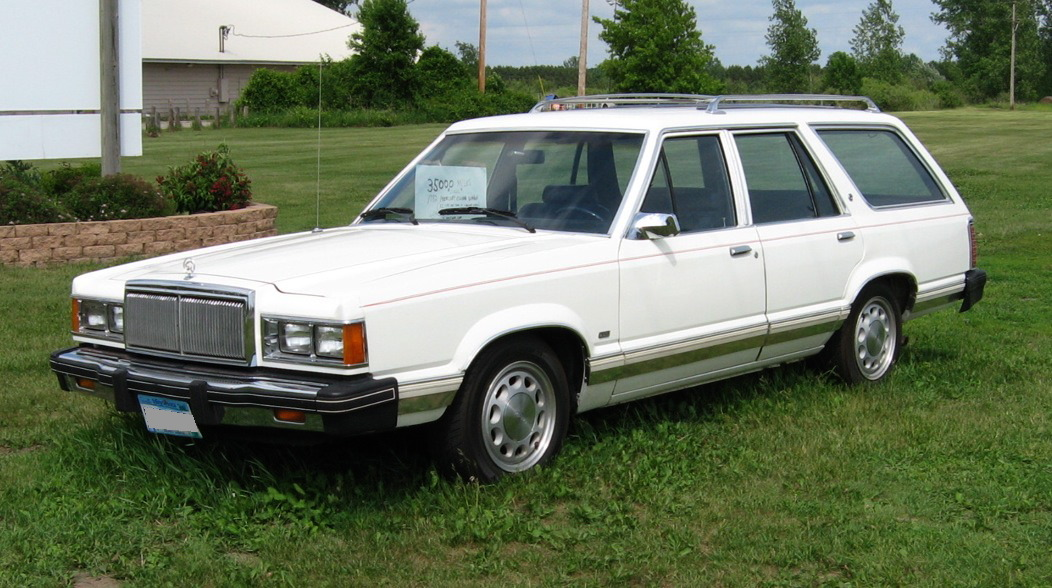
1982 Mercury Cougar GS

## Шестое поколение (1983—1988)
В 1983 году было представлено шестое поколение Mercury Cougar. Наряду с Ford Thunderbird Cougar шестого поколения стал первым автомобилем Ford с системой автоматизированного проектирования.

### Продажи
| Год   | Продано |
| ----- | ------- |
| 1983  | 75,743  |
| 1984  | 131,190 |
| 1985  | 117,274 |
| 1986  | 135,904 |
| 1987  | 105,847 |
| 1988  | 113,801 |
| Всего | 679,759 |

### Галерея

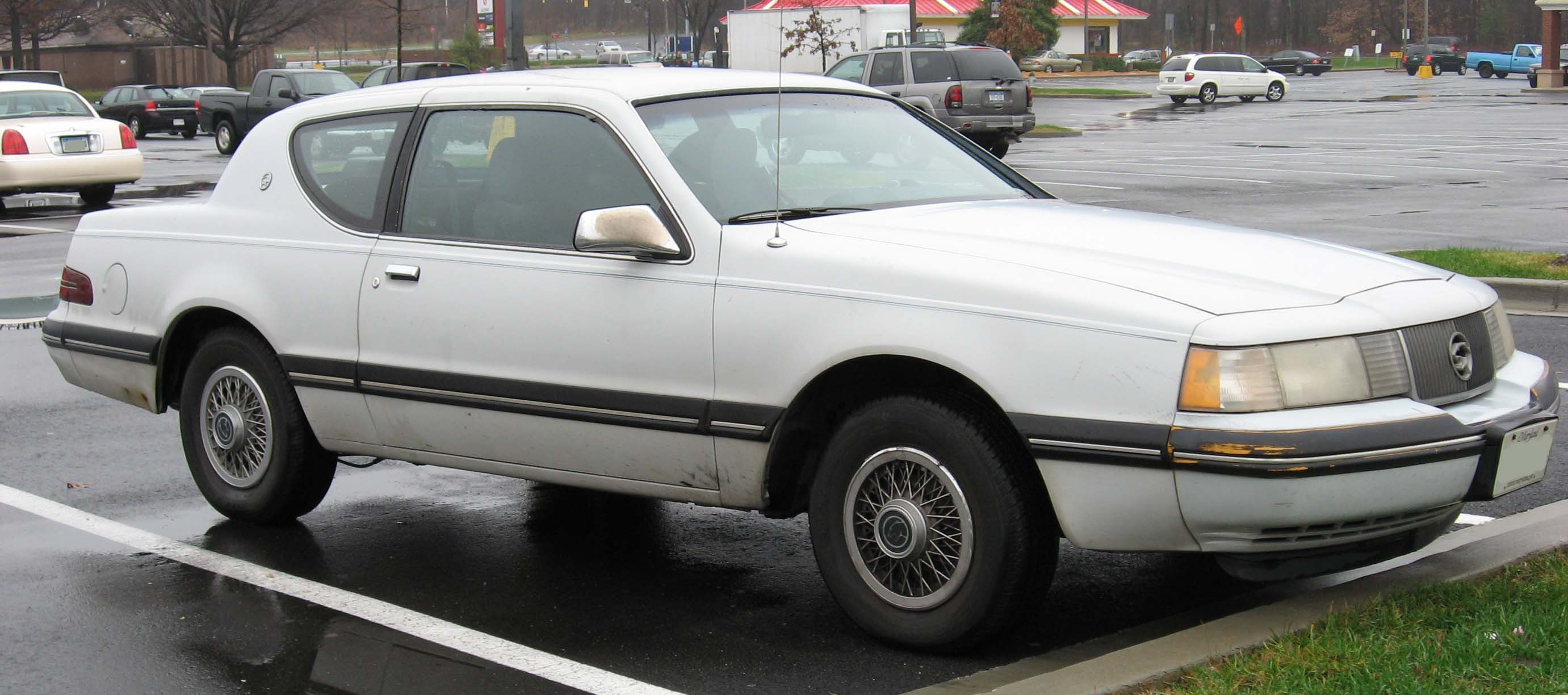
1987—1988 Mercury Cougar
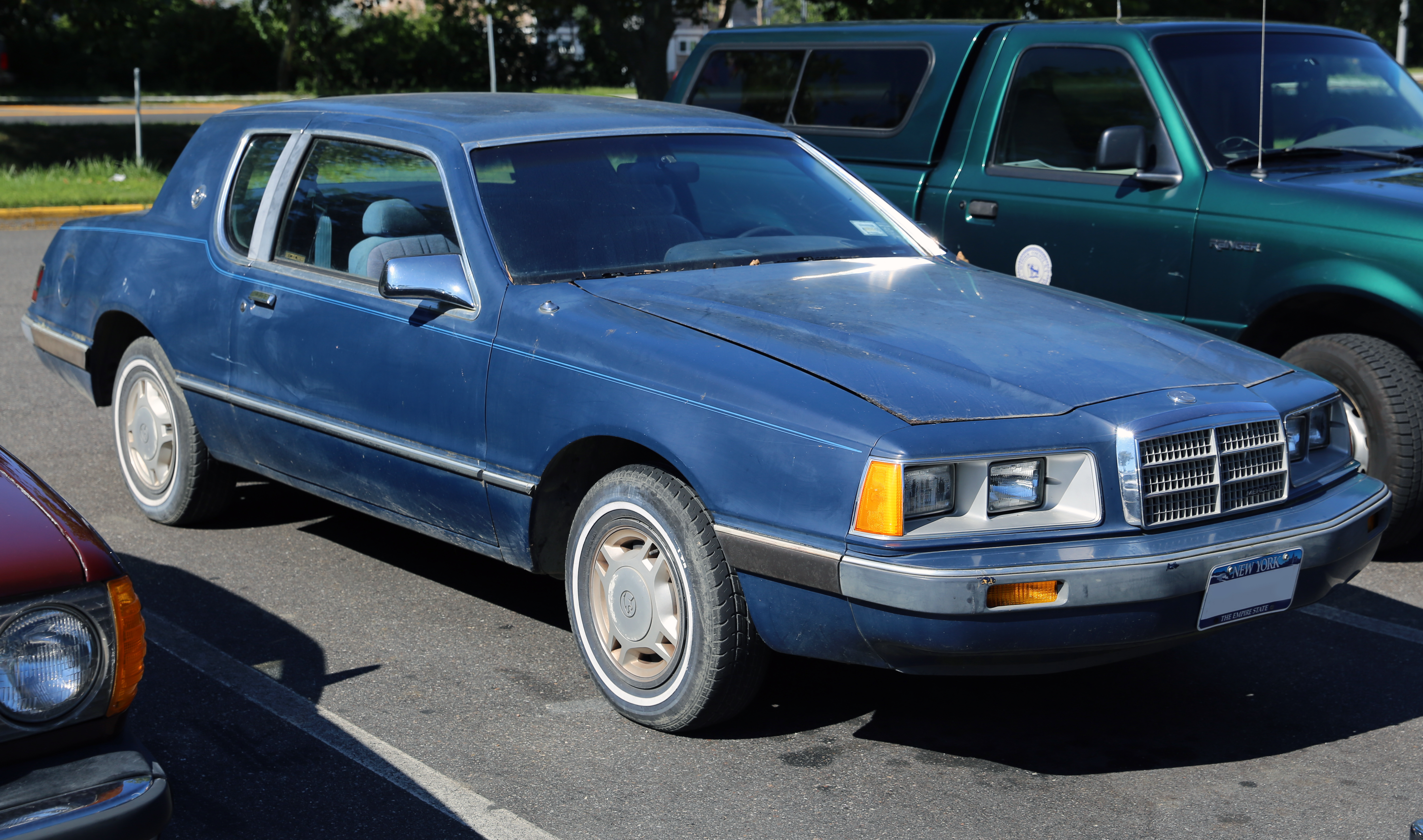
1985 Mercury Cougar LS
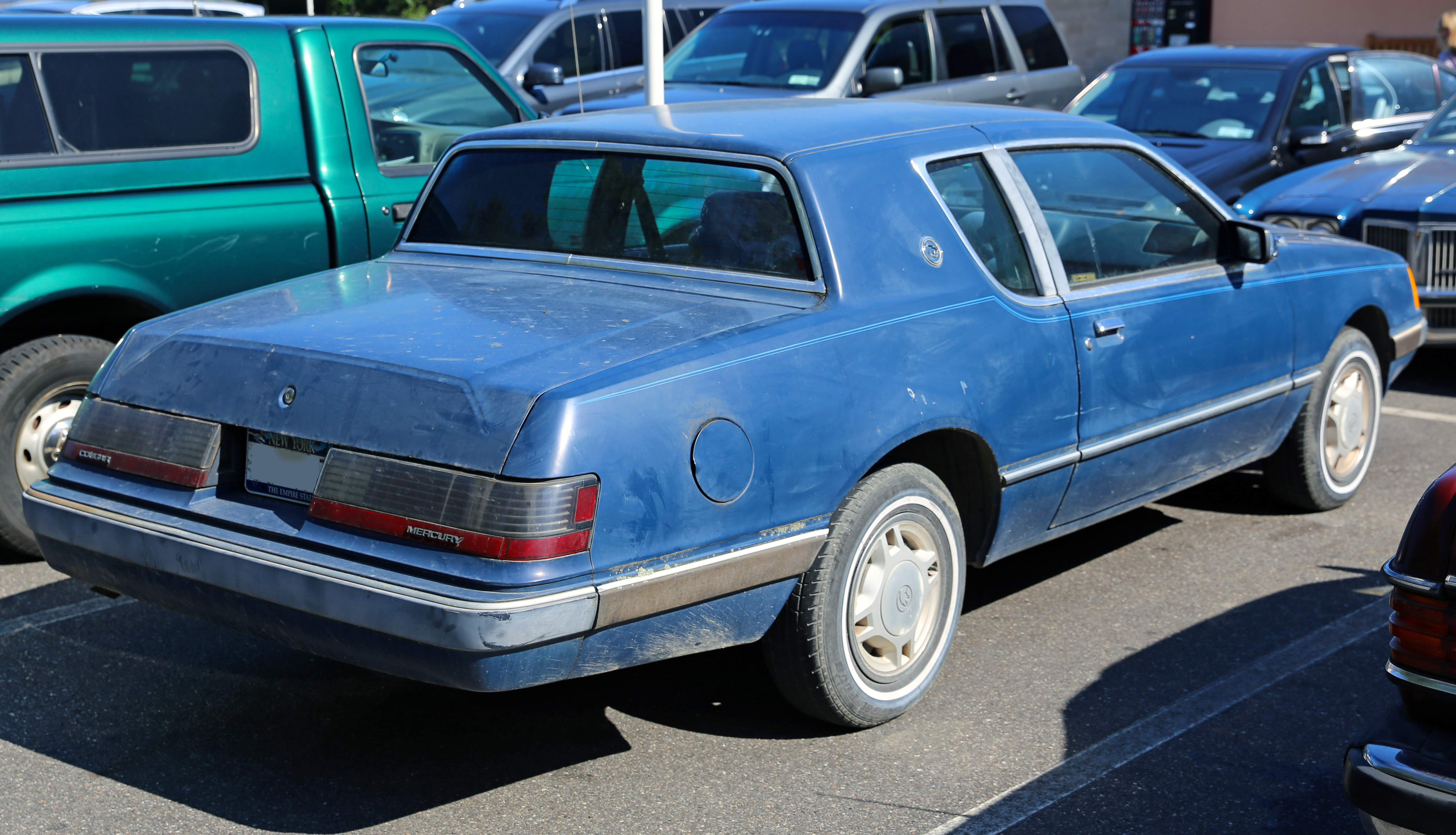
1985 Mercury Cougar LS
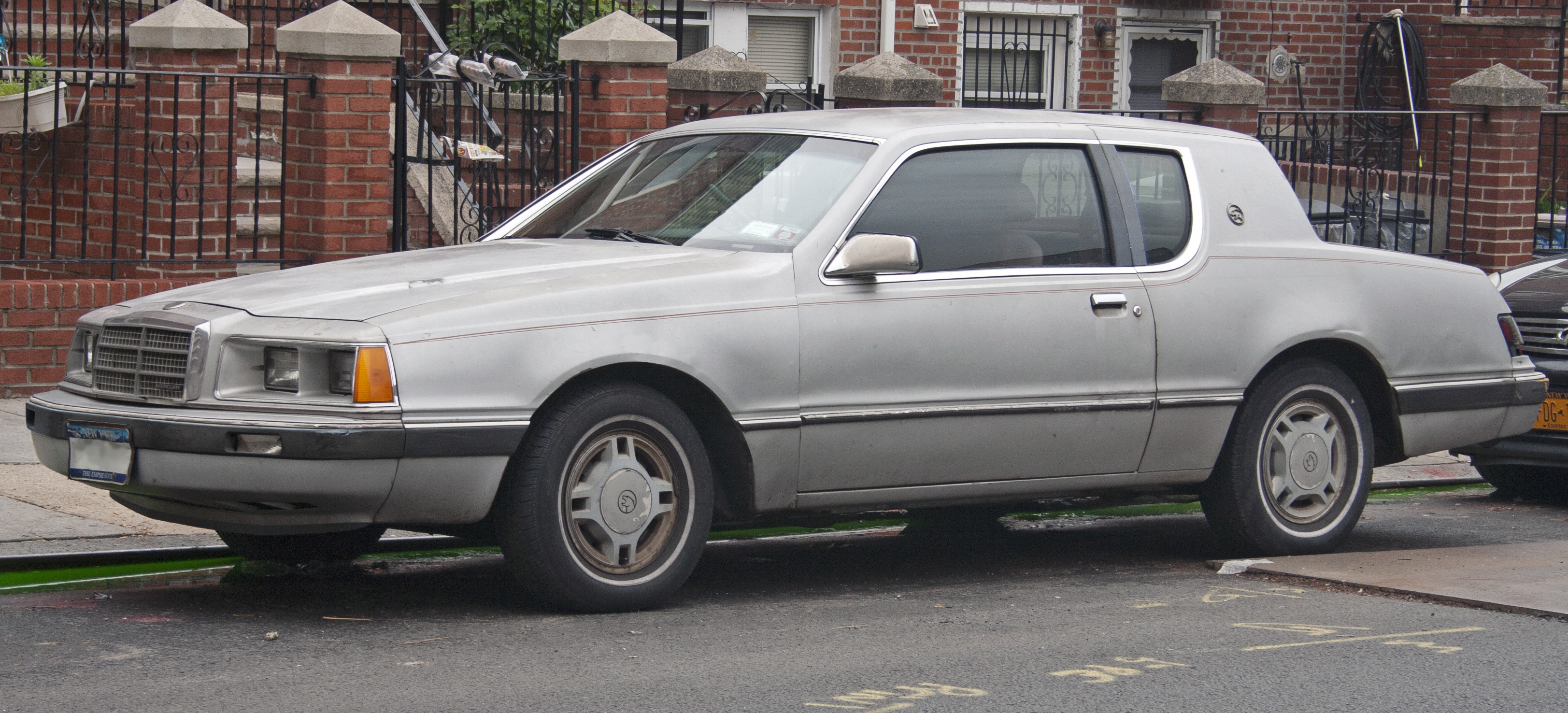
1986 Mercury Cougar LS
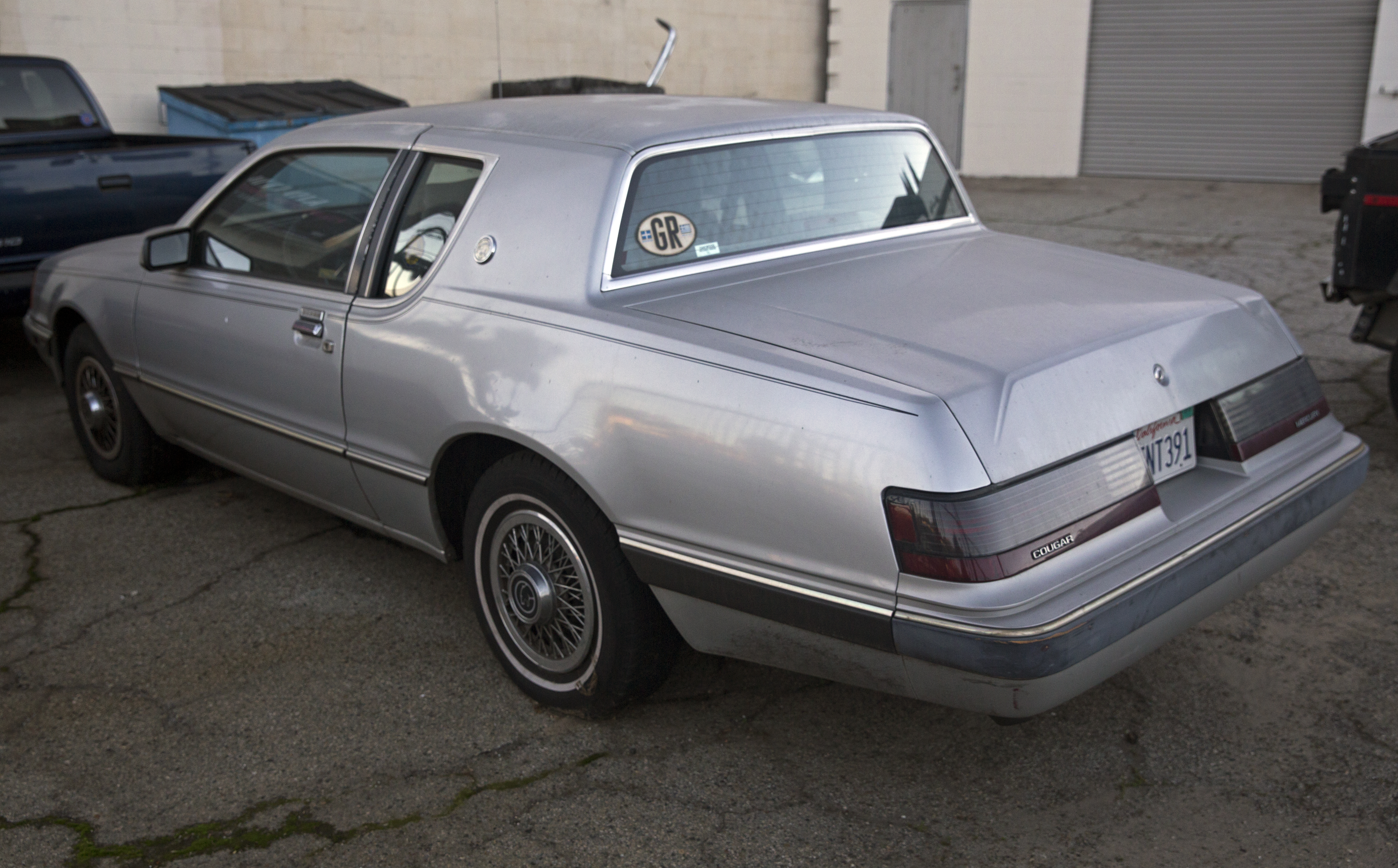
1986 Mercury Cougar
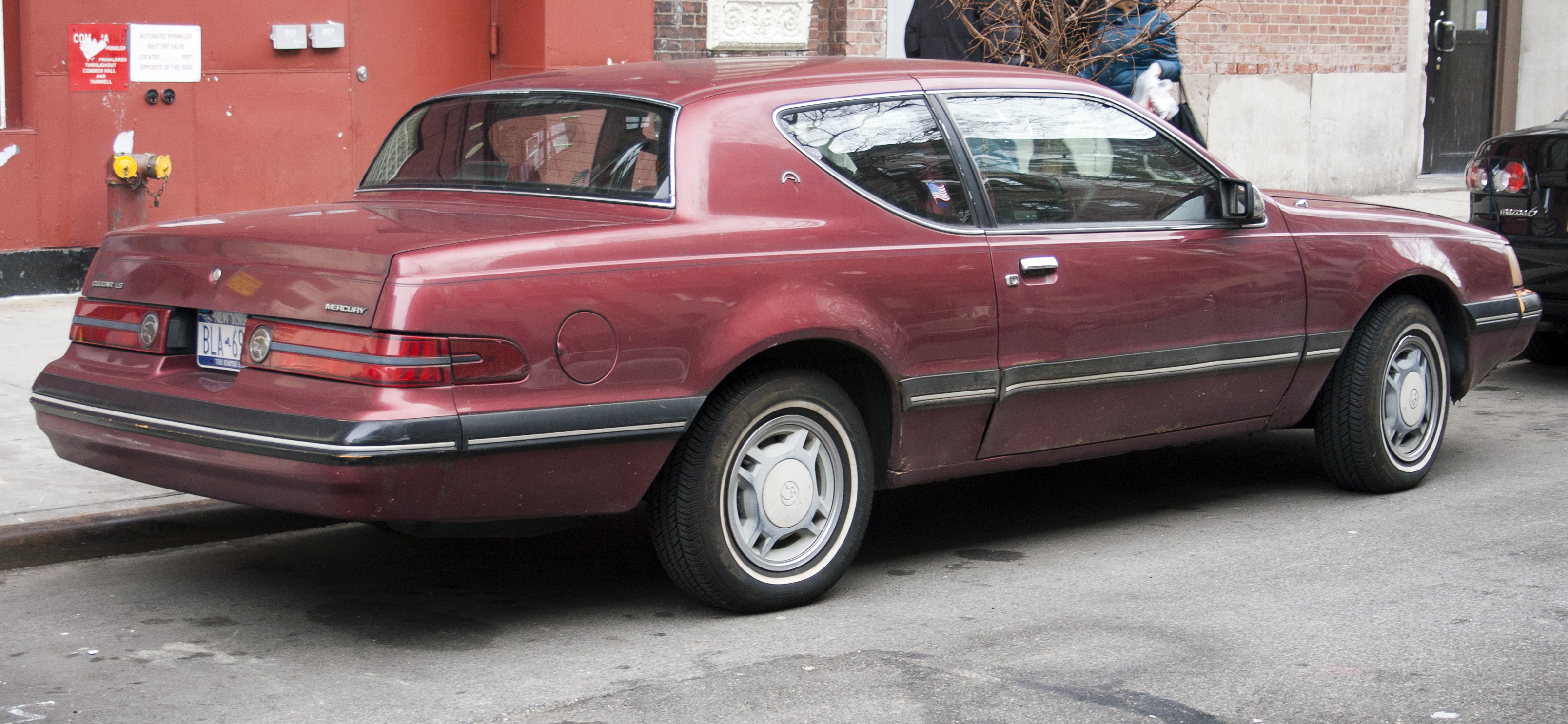
1988 Mercury Cougar LS

## Седьмое поколение (1989—1997)
26 декабря 1988 года было представлено седьмое поколение Mercury Cougar. Разработка шла со второго квартала 1984 года на базе десятого поколения Ford Thunderbird. На разработку было потрачено 2 биллиона доллара. Конкурентами являлись BMW 6, Mercedes-Benz 560SEC и Jaguar XJ-S.

### Продажи
| Год   | Продано |
| ----- | ------- |
| 1989  | 97,246  |
| 1990  | 76,467  |
| 1991  | 60,564  |
| 1992  | 46,928  |
| 1993  | 79,700  |
| 1994  | 71,026  |
| 1995  | 60,201  |
| 1996  | 38,929  |
| 1997  | 35,267  |
| Всего | 566,328 |

### Галерея

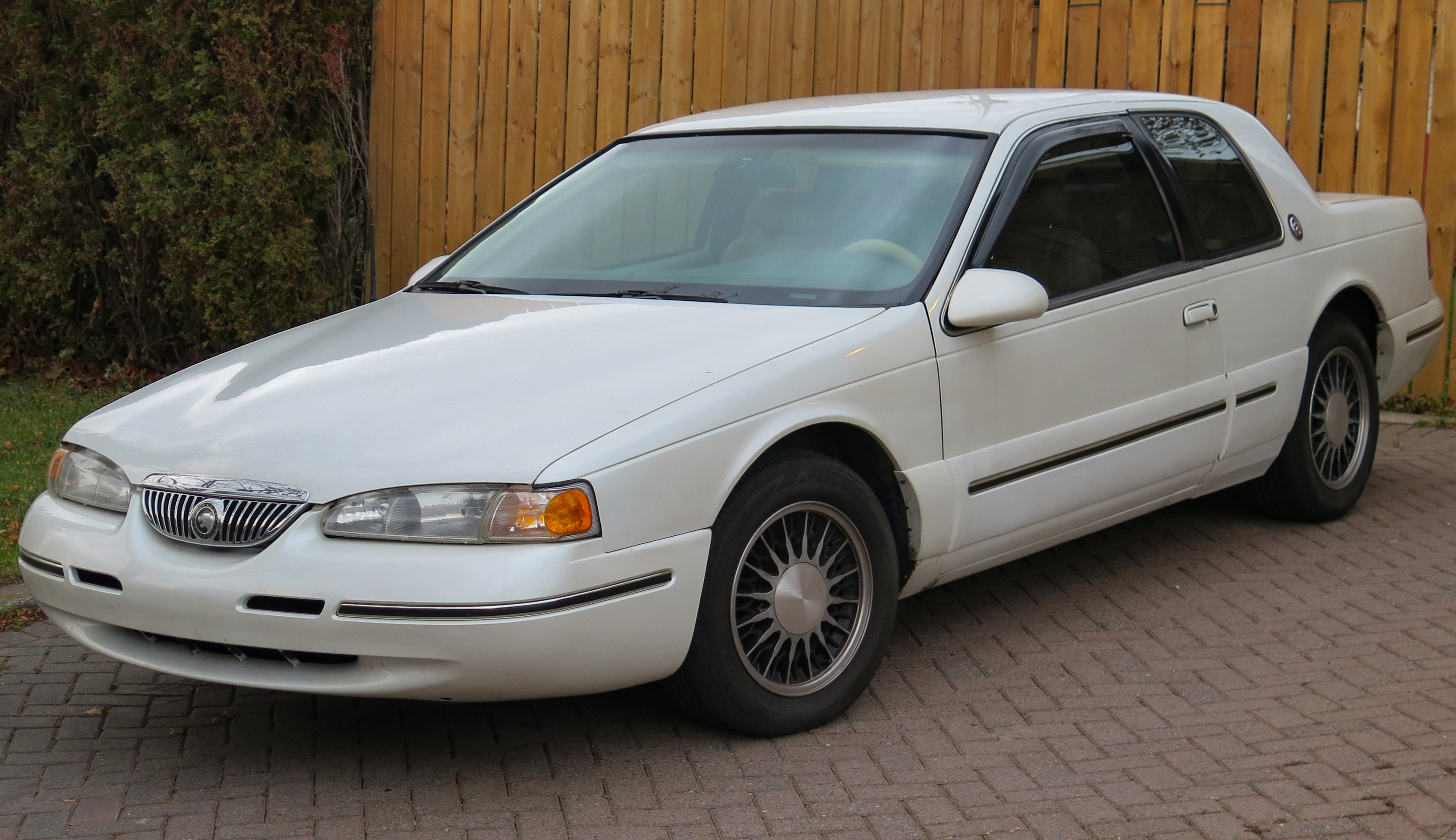
1997 Mercury Cougar XR7
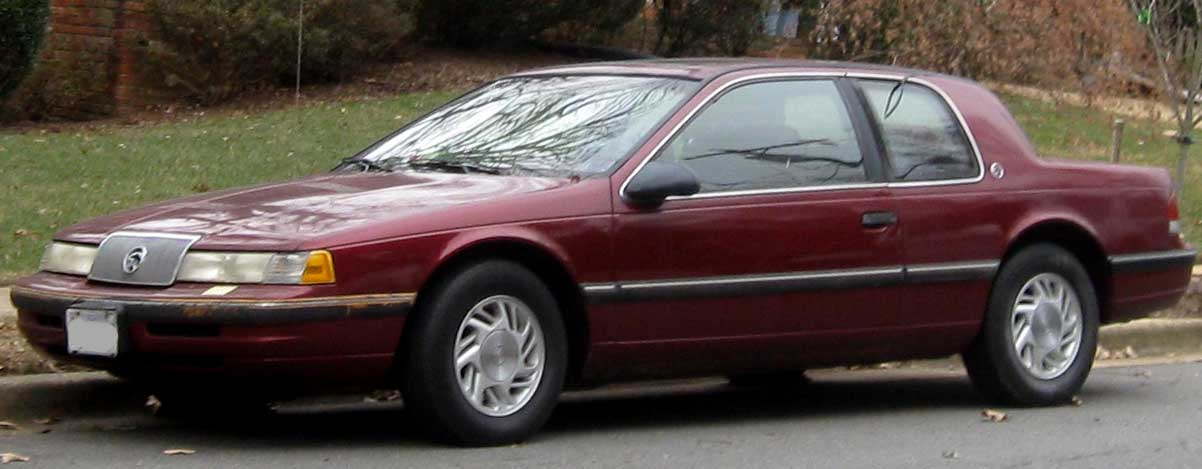
1989—1990 Mercury Cougar LS
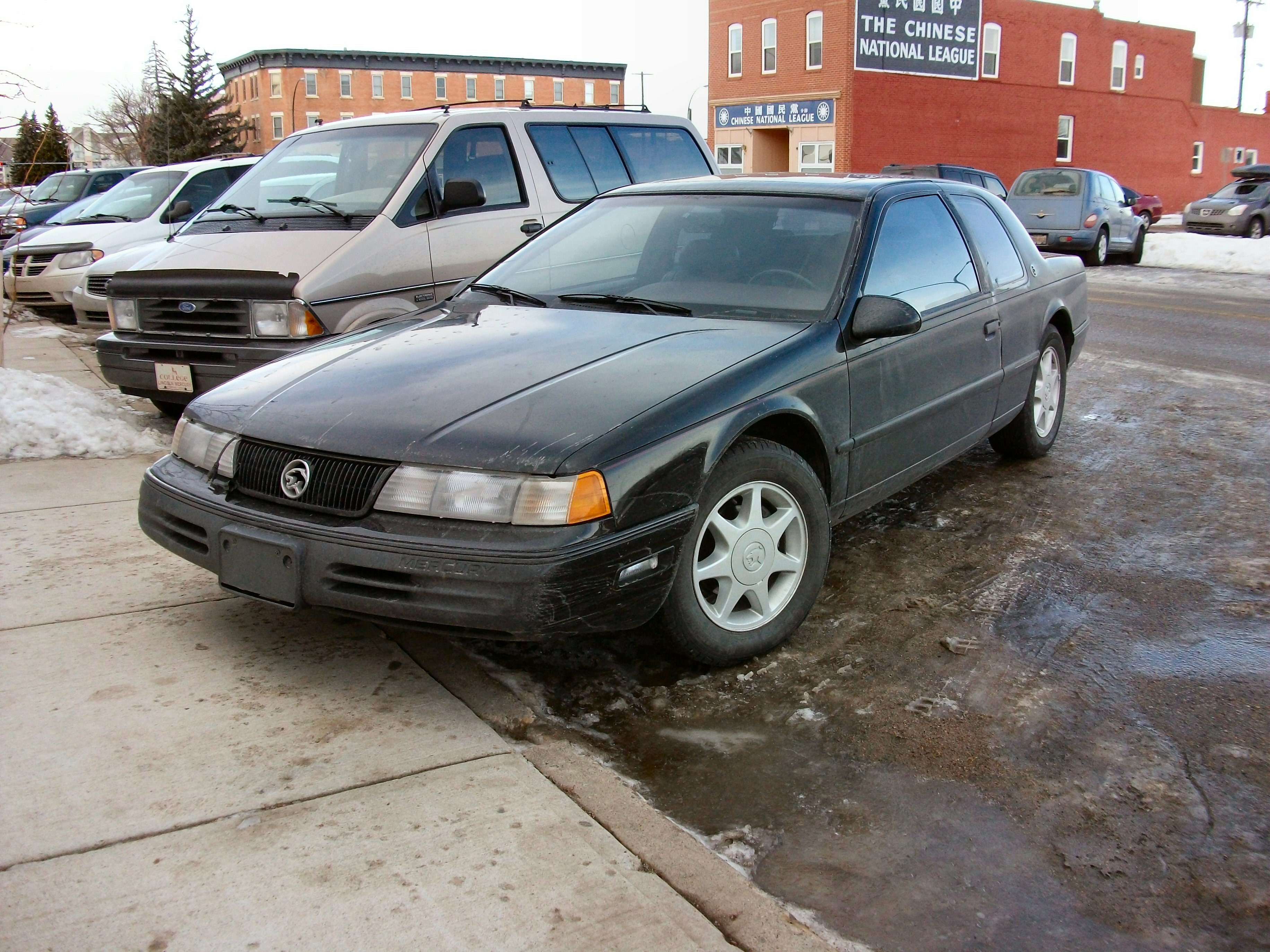
1991 Mercury Cougar XR7
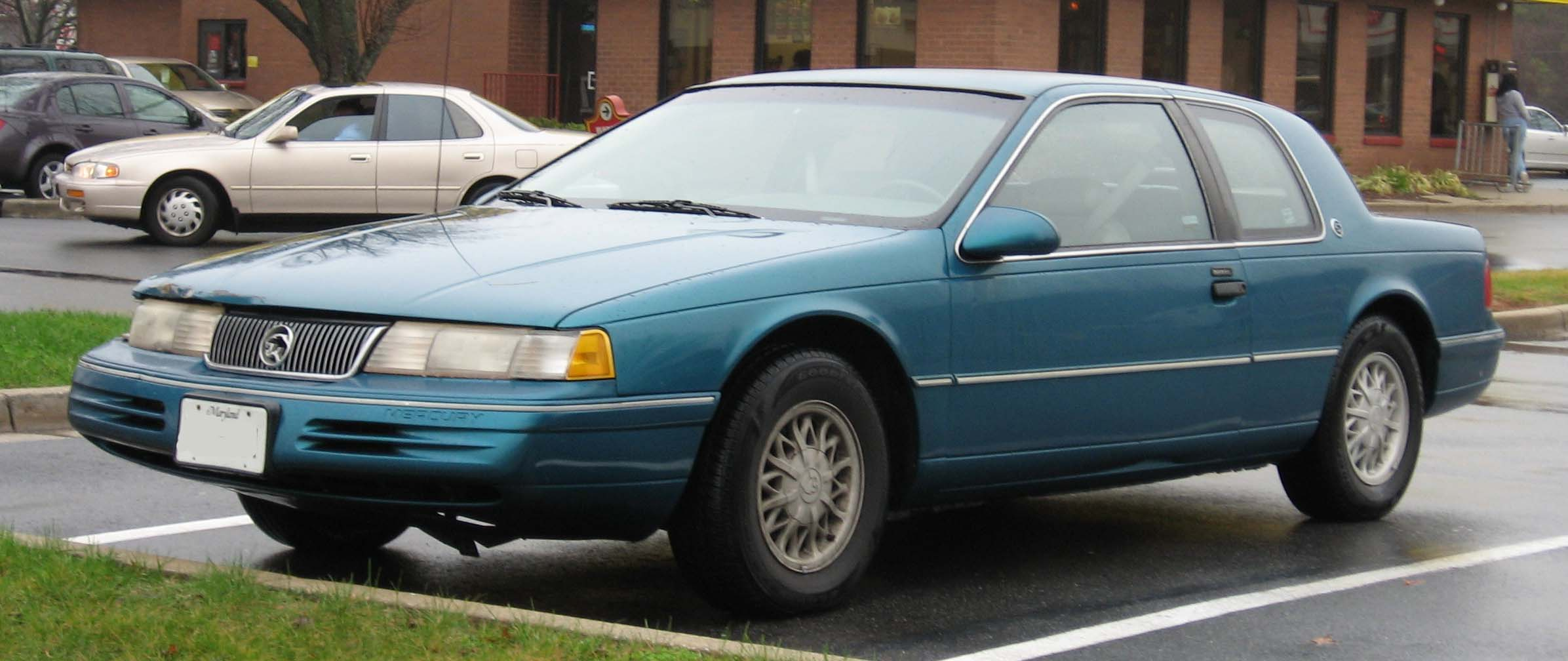
1993 Mercury Cougar XR7
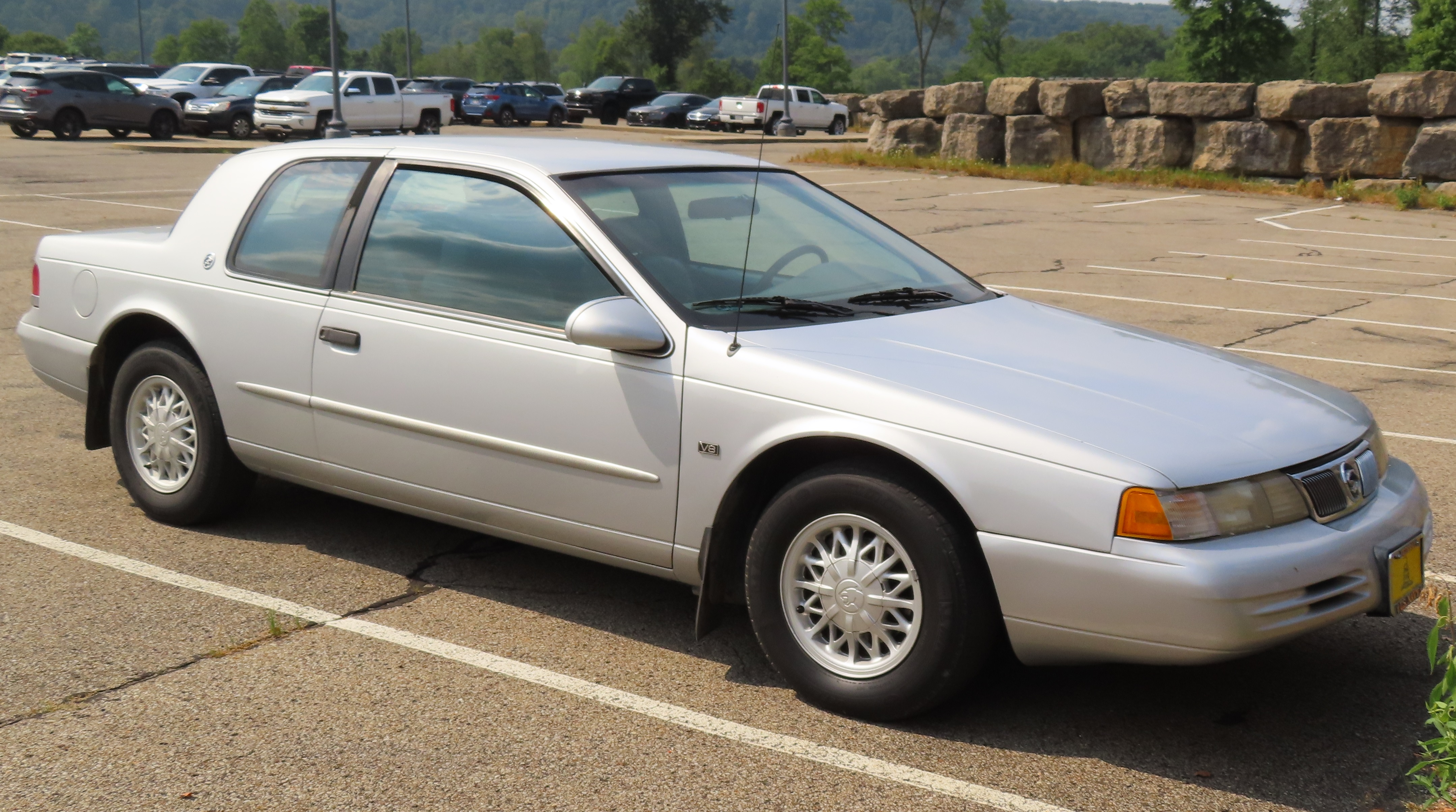
1995 Mercury Cougar XR7
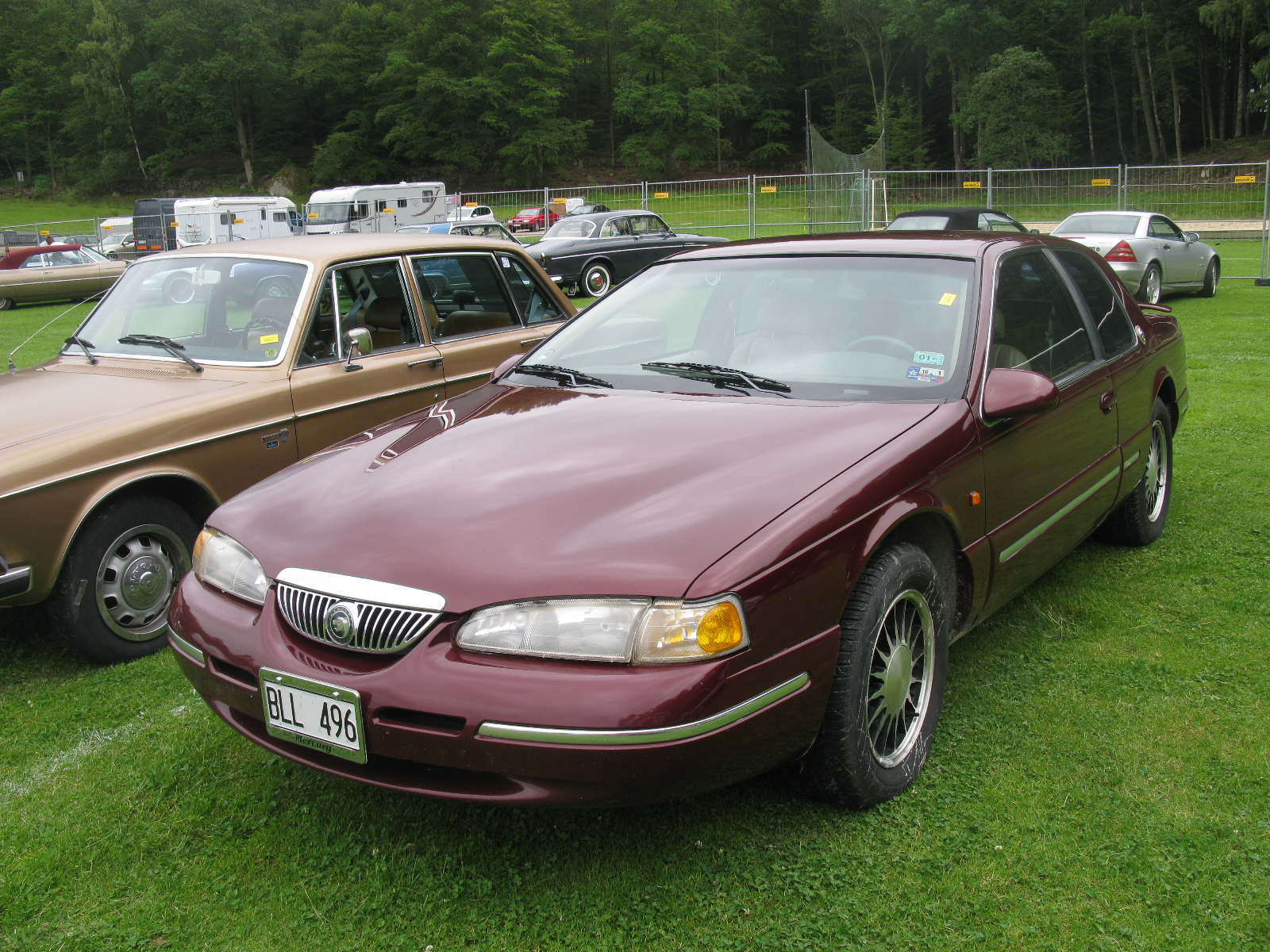
1997 Mercury Cougar 30th Anniversary Edition
1997 Mercury Cougar XR7 Sport

## Восьмое поколение (1999—2002)
К середине 1990-х годов было завершено производства третьего поколения Ford Probe. На смену пришёл Mercury Cougar, впервые представленный в 1998 году. В основе конструкции лежит архитектура Ford Contour.
В Европе и Австралии автомобиль продавался под названием Ford Cougar. В 2002 году компания Ford объявила о реструктуризации модельного ряда. В том же году с производства были сняты Mercury Villager, Lincoln Continental и Ford Escort.
Последний Mercury Cougar сошёл с конвейера 9 августа 2002 года. До появления в 2006 году модели Mercury Milan в модельном ряду Mercury не было автомобилей с четырёхцилиндровыми двигателями.

### Продажи в США
| Год  | Продано |
| ---- | ------- |
| 1999 | 88,288  |
| 2000 | 44,935  |
| 2001 | 25,044  |
| 2002 | 18,321  |

### Галерея

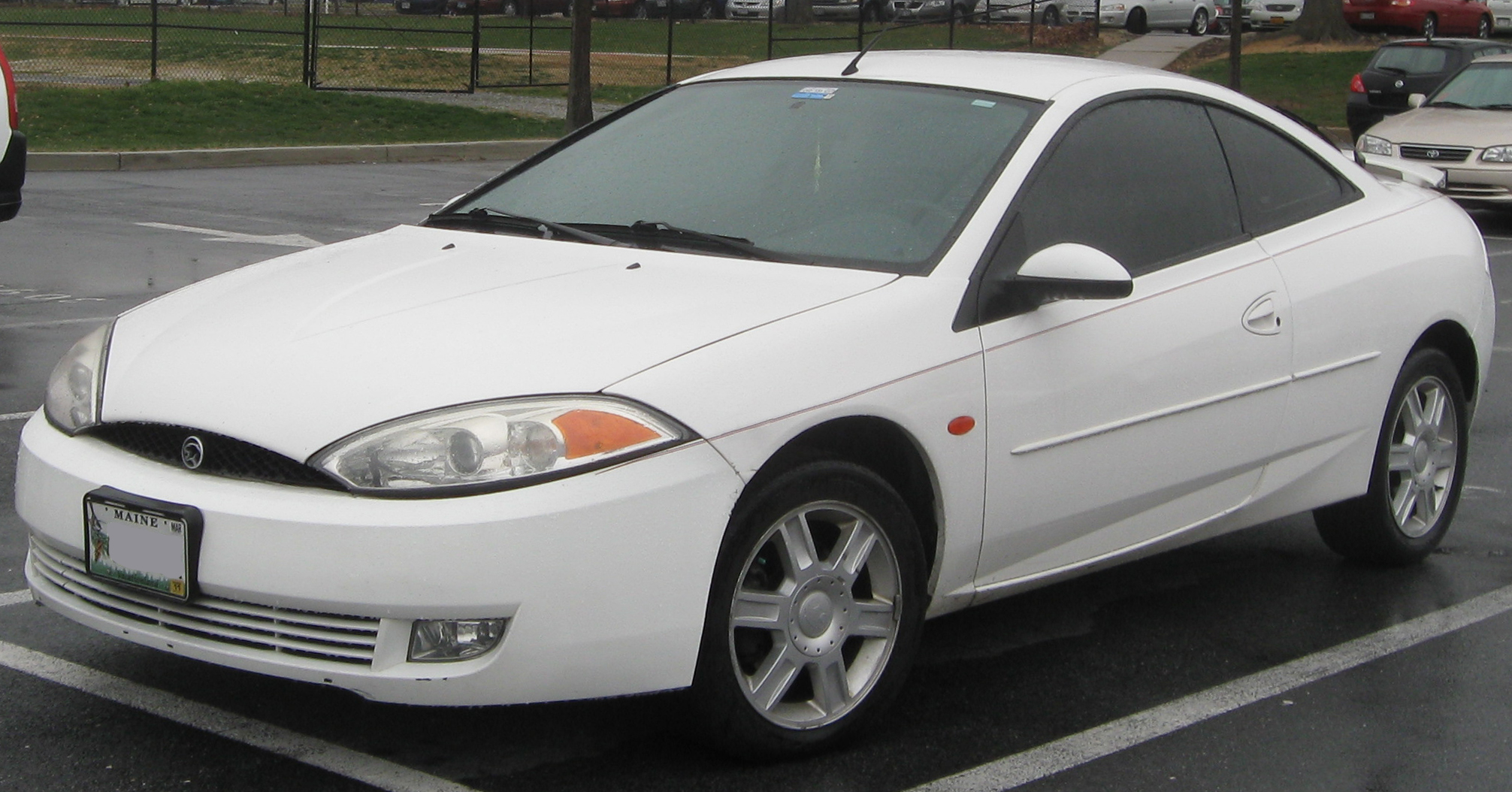
2001—2002 Mercury Cougar
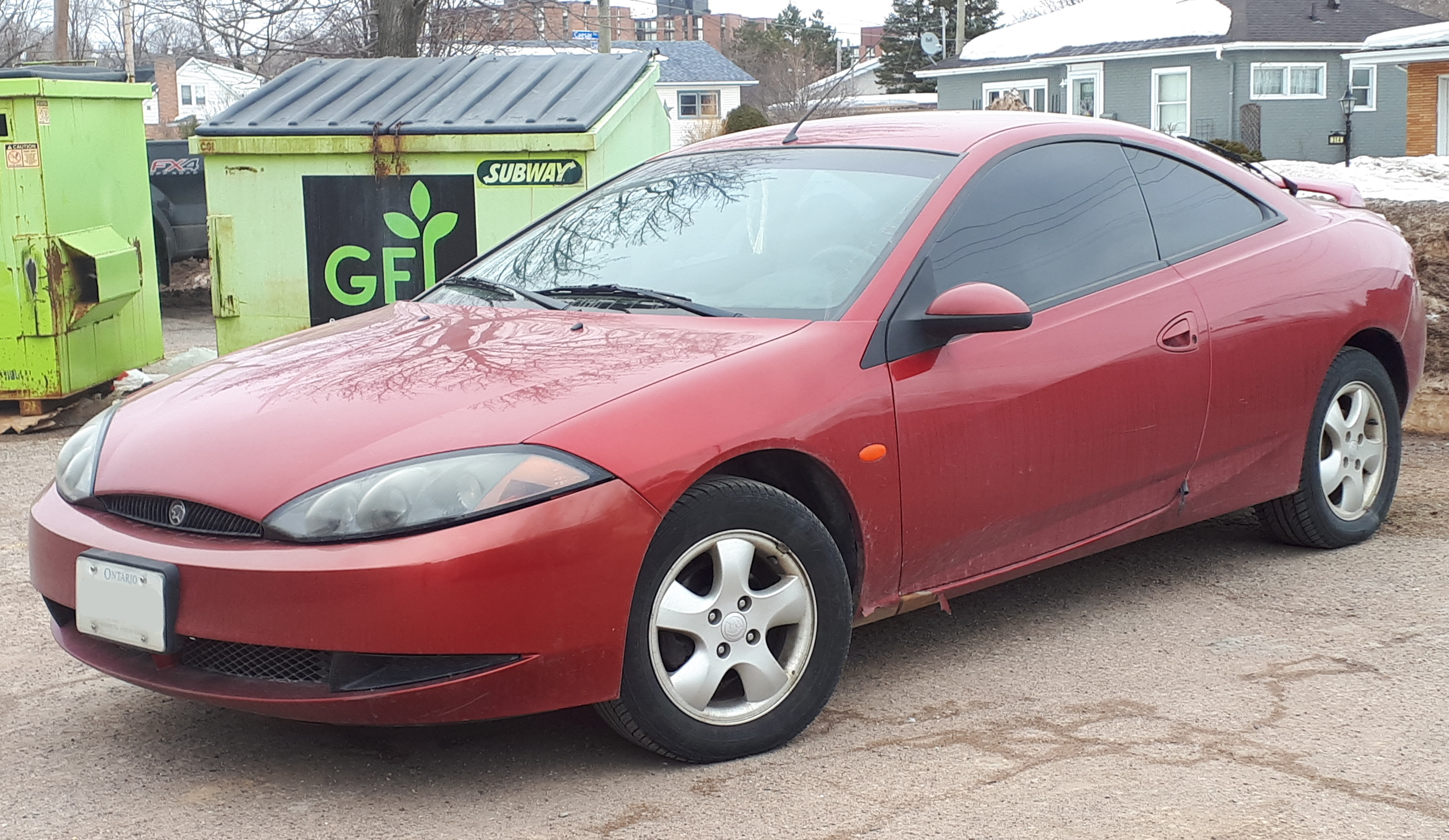
1999—2000 Mercury Cougar
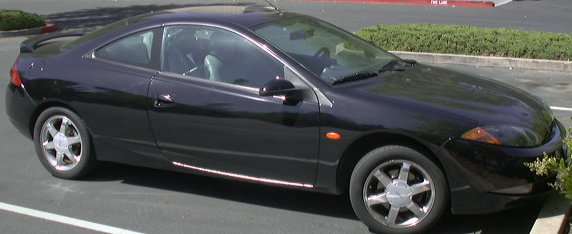
Mercury Cougar
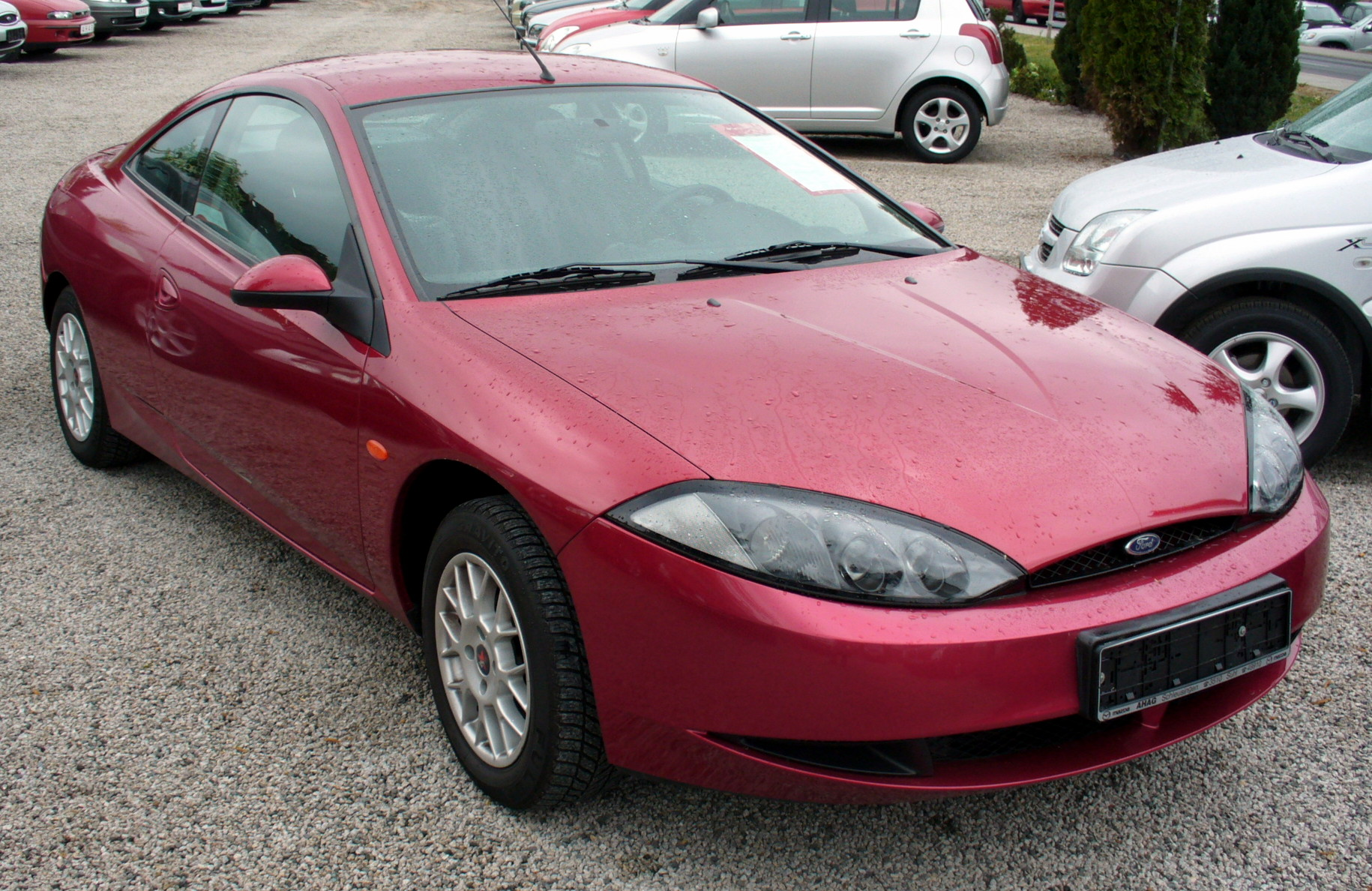
Ford Cougar